# Stany Zjednoczone na Letnich Igrzyskach Olimpijskich 2016
Stany Zjednoczone na Letnich Igrzyskach Olimpijskich 2016 reprezentowało 554 zawodników: 262 mężczyzn i 292 kobiety. Był to dwudziesty siódmy start reprezentacji Stanów Zjednoczonych na letnich igrzyskach olimpijskich.

## Zdobyte medale
| Medal  | Zawodnik | Dyscyplina           | Konkurencja                           | Rezultat                                                                                                  | Data        |
| ------ | --- | -------------------- | ------------------------------------- | --- | ----------- |
| Złoto  | Virginia Thrasher | Strzelectwo          | karabin pneumatyczny, 10 m            | 208,0 | 6 sierpnia  |
| Złoto  | Nathan Adrian Caeleb Dressel Anthony Ervin James Feigen Ryan Held Michael Phelps Blake Pieroni | Pływanie             | 4 × 100 m stylem dowolnym             | 3:09,92                                                                                                   | 7 sierpnia  |
| Złoto  | Katie Ledecky | Pływanie             | 400 m stylem dowolnym                 | 3:56,46                                                                                                   | 7 sierpnia  |
| Złoto  | Ryan Murphy | Pływanie             | 100 m stylem grzbietowym              | 51,97 | 8 sierpnia  |
| Złoto  | Lilly King | Pływanie             | 100 m stylem klasycznym               | 1:04,93                                                                                                   | 8 sierpnia  |
| Złoto  | Simone Biles Gabrielle Douglas Lauren Hernandez Madison Kocian Alexandra Raisman | Gimnastyka           | wielobój drużynowy                    | 184,897                                                                                                   | 9 sierpnia  |
| Złoto  | Michael Phelps | Pływanie             | 200 m stylem motylkowym               | 1:53,36                                                                                                   | 9 sierpnia  |
| Złoto  | Gunnar Bentz Jack Conger Conor Dwyer Townley Haas Ryan Lochte Michael Phelps Clark Smith | Pływanie             | 4 × 200 m stylem dowolnym             | 7:00,66                                                                                                   | 9 sierpnia  |
| Złoto  | Katie Ledecky | Pływanie             | 200 m stylem dowolnym                 | 1:53,73                                                                                                   | 9 sierpnia  |
| Złoto  | Kristin Armstrong | Kolarstwo            | jazda indywidualna na czas            | 0:46,22.42                                                                                                | 10 sierpnia |
| Złoto  | Madeline DiRado Melissa Franklin Katie Ledecky Melanie Margalis Cierra Runge Allison Schmitt Leah Smith | Pływanie             | 4 × 200 m stylem dowolnym             | 7:43,03                                                                                                   | 10 sierpnia |
| Złoto  | Simone Biles | Gimnastyka           | wielobój indywidualny                 | 62,366 | 11 sierpnia |
| Złoto  | Kayla Harrison | Judo                 | - 78 kg                               | W finale pokonała reprezentantkę Francji Audrey Tcheuméo 100:000                                          | 11 sierpnia |
| Złoto  | Ryan Murphy | Pływanie             | 200 m stylem grzbietowym              | 1:53,62                                                                                                   | 11 sierpnia |
| Złoto  | Michael Phelps | Pływanie             | 200 m stylem zmiennym                 | 1:53,36                                                                                                   | 11 sierpnia |
| Złoto  | Simone Manuel | Pływanie             | 100 m stylem dowolnym                 | 52,70 | 11 sierpnia |
| Złoto  | Michelle Carter | Lekkoatletyka        | pchnięcie kulą                        | 20,63 | 12 sierpnia |
| Złoto  | Anthony Ervin | Pływanie             | 50 m stylem dowolnym                  | 21,40 | 12 sierpnia |
| Złoto  | Katie Ledecky | Pływanie             | 800 m stylem dowolnym                 | 8:04,79                                                                                                   | 12 sierpnia |
| Złoto  | Madeline DiRado | Pływanie             | 200 m stylem grzbietowym              | 2:05,99                                                                                                   | 12 sierpnia |
| Złoto  | Jeff Henderson | Lekkoatletyka        | skok w dal                            | 8,38 | 13 sierpnia |
| Złoto  | Amanda Elmore Tessa Gobbo Elle Logan Meghan Musnicki Amanda Polk Emily Regan Lauren Schmetterling Kerry Simmonds Katelin Snyder                                                                               | Wioślarstwo          | ósemka                                | 6:01,49                                                                                                   | 13 sierpnia |
| Złoto  | Nathan Adrian Kevin Cordes Caeleb Dressel Cody Miller Ryan Murphy Michael Phelps David Plummer Tom Shields | Pływanie             | 4 × 100 m stylem zmiennym             | 3:27,95                                                                                                   | 13 sierpnia |
| Złoto  | Kathleen Baker Lilly King Simone Manuel Katie Meili Olivia Smoliga Dana Vollmer Abbey Weitzeil Kelsi Worrell                                                                                                  | Pływanie             | 4 × 100 m stylem zmiennym             | 3:53,13                                                                                                   | 13 sierpnia |
| Złoto  | Simone Biles | Gimnastyka           | skoki                                 | 15,966 | 14 sierpnia |
| Złoto  | Bethanie Mattek-Sands Jack Sock | Tenis                | mikst                                 | W finale pokonali swoich rodaków Venus Williams i Rajeeva Rama 2:1 (6 (3):7, 6:1, 10:7)                   | 14 sierpnia |
| Złoto  | Christian Taylor | Lekkoatletyka        | trójskok                              | 17,86 | 16 sierpnia |
| Złoto  | Simone Biles | Gimnastyka           | ćwiczenia wolne                       | 15,966 | 16 sierpnia |
| Złoto  | Brianna Rollins | Lekkoatletyka        | bieg na 100 m przez płotki            | 12,48 | 17 sierpnia |
| Złoto  | Tianna Bartoletta | Lekkoatletyka        | skok w dal                            | 7,17 | 17 sierpnia |
| Złoto  | Kerron Clement | Lekkoatletyka        | bieg na 400 m przez płotki            | 47,73 | 18 sierpnia |
| Złoto  | Ryan Crouser | Lekkoatletyka        | pchnięcie kulą                        | 22,52 | 18 sierpnia |
| Złoto  | Ashton Eaton | Lekkoatletyka        | dziesięciobój                         | 8893 pkt. =                                                                                               | 18 sierpnia |
| Złoto  | Dalilah Muhammad | Lekkoatletyka        | bieg na 400 m przez płotki            | 53,13 | 18 sierpnia |
| Złoto  | Helen Maroulis | Zapasy               | - 53 kg                               | W finale pokonała reprezentantkę Japonii Saori Yoshida 4:1                                                | 18 sierpnia |
| Złoto  | Morolake Akinosun Tianna Bartoletta Tori Bowie Allyson Felix English Gardner | Lekkoatletyka        | sztafeta 4 × 100 m                    | 41,01 | 19 sierpnia |
| Złoto  | Connor Fields | Kolarstwo            | BMX                                   | 34,642 | 19 sierpnia |
| Złoto  | Caroline Clark Kami Craig Rachel Fattal Aria Fischer Makenzie Fischer Kaleigh Gilchrist Samantha Hill Ashleigh Johnson Courtney Mathewson Madeline Musselmann Kiley Neushul Melissa Seidemann Maggie Steffens | Piłka wodna          | turniej kobiet                        | W finale pokonały reprezentację Włoch 12:5                                                                | 19 sierpnia |
| Złoto  | Matthew Centrowitz | Lekkoatletyka        | bieg na 1500 m                        | 3:50,00                                                                                                   | 20 sierpnia |
| Złoto  | Kyle Clemons Arman Hall Tony McQuay LaShawn Merritt Gil Roberts David Verburg | Lekkoatletyka        | sztafeta 4 × 400 m                    | 2:57,30                                                                                                   | 20 sierpnia |
| Złoto  | Taylor Ellis-Watson Allyson Felix Phyllis Francis Natasha Hastings Francena McCorory Courtney Okolo | Lekkoatletyka        | sztafeta 4 × 400 m                    | 3:19,06                                                                                                   | 20 sierpnia |
| Złoto  | Seimone Augustus Sue Bird Tamika Catchings Tina Charles Elena Delle Donne Sylvia Fowles Brittney Griner Angel McCoughtry Maya Moore Breanna Stewart Diana Taurasi Lindsay Whalen                              | Koszykówka           | turniej kobiet                        | W finale pokonały reprezentację Hiszpanii 101:72                                                          | 20 sierpnia |
| Złoto  | Gwen Jorgensen | Triathlon            | rywalizacja kobiet                    | 1:56,16                                                                                                   | 20 sierpnia |
| Złoto  | Carmelo Anthony Harrison Barnes Jimmy Butler DeMarcus Cousins DeMar DeRozan Kevin Durant Paul George Draymond Green Kyrie Irving DeAndre Jordan Kyle Lowry Klay Thompson                                      | Koszykówka           | turniej mężczyzn                      | W finale pokonali reprezentację Serbii 96:66                                                              | 21 sierpnia |
| Złoto  | Claressa Shields | Boks                 | waga średnia                          | W finale pokonała reprezentantkę Holandii Nouchka Fontijn 3:0                                             | 21 sierpnia |
| Złoto  | Kyle Snyder | Zapasy               | - 97 kg w stylu wolnym                | W finale pokonał reprezentantkę Azerbejdżanu Chietaga Gaziumowa 2:1                                       | 21 sierpnia |
| Srebro | Brady Ellison Zach Garrett Jake Kaminski | Łucznictwo           | turniej drużynowy                     | W finale przegrali z reprezentacją Korei Południowej 0:6 (57:60, 57:58, 56:59)                            | 6 sierpnia  |
| Srebro | Chase Kalisz | Pływanie             | 400 m stylem zmiennym                 | 4:06,75                                                                                                   | 6 sierpnia  |
| Srebro | Madeline DiRado | Pływanie             | 400 m stylem zmiennym                 | 4:31,15                                                                                                   | 6 sierpnia  |
| Srebro | Katie Ledecky Simone Manuel Lia Neal Allison Schmitt Dana Vollmer Amanda Weir Abbey Weitzeil | Pływanie             | 4 × 100 m stylem dowolnym             | 3:31,89                                                                                                   | 6 sierpnia  |
| Srebro | Alexander Massialas | Szermierka           | floret indywidualnie                  | W finale przegrał z reprezentantem Włoch Daniele Garozzem 11:15                                           | 7 sierpnia  |
| Srebro | David Boudia Steele Johnson | Skoki do wody        | wieża 10 m synchronicznie             | 457,11 | 8 sierpnia  |
| Srebro | Kathleen Baker | Pływanie             | 100 m stylem grzbietowym              | 58,75 | 8 sierpnia  |
| Srebro | Travis Stevens | Judo                 | - 81 kg                               | W finale przegrał z reprezentantem Rosji Chasanem Chałmurzajewem 000:100                                  | 9 sierpnia  |
| Srebro | Sam Dorman Michael Hixon | Skoki do wody        | trampolina 3 m synchronicznie         | 450,21 | 10 sierpnia |
| Srebro | Daryl Homer | Szermierka           | szabla indywidualnie                  | W finale przegrał z reprezentantem Węgier Áronem Szilágyiem 8:15                                          | 10 sierpnia |
| Srebro | Josh Prenot | Pływanie             | 200 m stylem klasycznym               | 2:07,53                                                                                                   | 10 sierpnia |
| Srebro | Aly Raisman | Gimnastyka           | wielobój indywidualny                 | 60,098 | 11 sierpnia |
| Srebro | Michael Phelps | Pływanie             | 100 m stylem motylkowym               | 51,14 | 12 sierpnia |
| Srebro | Tori Bowie | Lekkoatletyka        | bieg na 100 m                         | 10,83 | 13 sierpnia |
| Srebro | Kelly Catlin Chloé Dygert Sarah Hammer Jennifer Valente Ruth Winder | Kolarstwo            | wyścig drużynowy                      | 4:12,45                                                                                                   | 13 sierpnia |
| Srebro | Gevvie Stone | Wioślarstwo          | jedynka                               | 7:22,92                                                                                                   | 13 sierpnia |
| Srebro | Connor Jaeger | Pływanie             | 1500 m stylem dowolnym                | 14:39,48                                                                                                  | 13 sierpnia |
| Srebro | Simone Manuel | Pływanie             | 50 m stylem dowolnym                  | 24,09 | 13 sierpnia |
| Srebro | Justin Gatlin | Lekkoatletyka        | bieg na 100 m                         | 9,89 | 14 sierpnia |
| Srebro | Madison Kocian | Gimnastyka           | ćwiczenia na poręczach asymetrycznych | 15,833 | 14 sierpnia |
| Srebro | Venus Williams Rajeev Ram | Tenis                | mikst                                 | W finale przegrali ze swoimi rodakami Bethanie Mattek-Sands i Jackem Sockem 1:2 (7:6 (3), 1:6, 7:10)      | 14 sierpnia |
| Srebro | Allyson Felix | Lekkoatletyka        | bieg na 400 m                         | 49,51 | 15 sierpnia |
| Srebro | Laurie Hernandez | Gimnastyka           | ćwiczenia na równoważni               | 15,333 | 15 sierpnia |
| Srebro | Will Claye | Lekkoatletyka        | trójskok                              | 17,76 | 16 sierpnia |
| Srebro | Sarah Hammer | Kolarstwo            | omnium                                | 206 pkt.                                                                                                  | 16 sierpnia |
| Srebro | Danell Leyva | Gimnastyka           | ćwiczenia na poręczach                | 15,900 | 16 sierpnia |
| Srebro | Danell Leyva | Gimnastyka           | ćwiczenia na drążku                   | 15,500 | 16 sierpnia |
| Srebro | Alexandra Raisman | Gimnastyka           | ćwiczenia wolne                       | 15,500 | 16 sierpnia |
| Srebro | Evan Jager | Lekkoatletyka        | bieg na 3000 m z przeszkodami         | 8:04,28                                                                                                   | 17 sierpnia |
| Srebro | Nia Ali | Lekkoatletyka        | bieg na 100 m przez płotki            | 12,59 | 17 sierpnia |
| Srebro | Brittney Reese | Lekkoatletyka        | skok w dal                            | 7,15 | 17 sierpnia |
| Srebro | Lucy Davis Kent Farrington Beezie Madden McLain Ward | Jeździectwo          | skoki drużynowe                       | 5 pkt. | 17 sierpnia |
| Srebro | Joe Kovacs | Lekkoatletyka        | pchnięcie kulą                        | 21,78 | 18 sierpnia |
| Srebro | Sandi Morris | Lekkoatletyka        | skok o tyczce                         | 4,85 | 19 sierpnia |
| Srebro | Alise Post | Kolarstwo            | BMX                                   | 34,435 | 19 sierpnia |
| Srebro | Paul Chelimo | Lekkoatletyka        | bieg na 5000 m                        | 13:03,90                                                                                                  | 20 sierpnia |
| Srebro | Shakur Stevenson | Boks                 | waga kogucia                          | W finale przegrał z reprezentantem Kuby Robeisy Ramírezem 1:2                                             | 20 sierpnia |
| Brąz   | Corey Cogdell | Strzelectwo          | trap                                  | W pojedynku o brązowy medal pokonała reprezentantkę Hiszpanii Fátima Gálvez 13 (1):13 (0)                 | 7 sierpnia  |
| Brąz   | Cody Miller | Pływanie             | 100 m stylem klasycznym               | 58,87 | 7 sierpnia  |
| Brąz   | Leah Smith | Pływanie             | 400 m stylem kobiet                   | 3:56,46                                                                                                   | 7 sierpnia  |
| Brąz   | Dana Vollmer | Pływanie             | 100 m stylem motylkowym               | 56,63 | 7 sierpnia  |
| Brąz   | Conor Dwyer | Pływanie             | 200 m stylem dowolnym                 | 1:45,23                                                                                                   | 8 sierpnia  |
| Brąz   | David Plummer | Pływanie             | 100 m stylem grzbietowym              | 52,40 | 8 sierpnia  |
| Brąz   | Katie Meili | Pływanie             | 100 m stylem klasycznym               | 1:05,69                                                                                                   | 8 sierpnia  |
| Brąz   | Phillip Dutton | Jeździectwo          | WKKW indywidualnie                    | 51,80 pkt.                                                                                                | 9 sierpnia  |
| Brąz   | Madeline DiRado | Pływanie             | 200 m stylem zmiennym                 | 14:39,48                                                                                                  | 9 sierpnia  |
| Brąz   | Nathan Adrian | Pływanie             | 100 m stylem dowolnym                 | 47,85 | 10 sierpnia |
| Brąz   | Brady Ellison | Łucznictwo           | indywidualnie                         | W pojedynku o brązowy medal pokonał reprezentanta Holandii Sjefa van der Berga 4:1                        | 12 sierpnia |
| Brąz   | Nico Hernández | Boks                 | waga papierowa                        | W półfinale przegrał z reprezentantem Uzbekistanu Xasanboy Do‘smatovem 0:3                                | 12 sierpnia |
| Brąz   | Allison Brock Laura Graves Kasey Perry-Glass Steffen Peters | Jeździectwo          | ujeżdżenie drużynowe                  | 76,667 pkt.                                                                                               | 12 sierpnia |
| Brąz   | Miles Chamley-Watson Race Imboden Alexander Massialas Gerek Meinhardt | Szermierka           | floret drużynowo                      | W pojedynku o brązowy medal pokonali Włoch 45:31                                                          | 12 sierpnia |
| Brąz   | Kim Rhode | Strzelectwo          | skeet                                 | W pojedynku o brązowy medal pokonała reprezentantkę Chin Wei Meng 15 (7):15 (6)                           | 12 sierpnia |
| Brąz   | Nathan Adrian | Pływanie             | 50 m stylem dowolnym                  | 21,49 | 12 sierpnia |
| Brąz   | Steve Johnson Jack Sock | Tenis                | gra podwójna                          | W meczu o brązowy medal wygrali z reprezentantami Kanady Danielem Nestorem i Vasekiem Pospisilem 6:2, 6:4 | 12 sierpnia |
| Brąz   | Monica Aksamit Ibtihaj Muhammad Dagmara Wozniak Mariel Zagunis | Szermierka           | szabla drużynowo                      | W pojedynku o brązowy medal pokonały Włoch 45:30                                                          | 13 sierpnia |
| Brąz   | LaShawn Merritt | Lekkoatletyka        | bieg na 400 m                         | 43,85 | 14 sierpnia |
| Brąz   | Matt Kuchar | Golf                 | turniej mężczyzn                      | 271 | 14 sierpnia |
| Brąz   | Alexander Naddour | Gimnastyka           | ćwiczenia na koniu z łękami           | 15,700 | 14 sierpnia |
| Brąz   | Sarah Robles | Podnoszenie ciężarów | + 75 kg                               | 286 kg | 14 sierpnia |
| Brąz   | Clayton Murphy | Lekkoatletyka        | bieg na 800 m                         | 1:42,93                                                                                                   | 15 sierpnia |
| Brąz   | Sam Kendricks | Lekkoatletyka        | skok o tyczce                         | 5,85 | 15 sierpnia |
| Brąz   | Emma Coburn | Lekkoatletyka        | bieg na 3000 m z przeszkodami         | 9:07,63                                                                                                   | 15 sierpnia |
| Brąz   | Simone Biles | Gimnastyka           | ćwiczenia na równoważni kobiet        | 14,733 | 14 sierpnia |
| Brąz   | Jennifer Simpson | Lekkoatletyka        | bieg na 1500 m                        | 4:10,53                                                                                                   | 16 sierpnia |
| Brąz   | Caleb Paine | Żeglarstwo           | finn                                  | 76 pkt.                                                                                                   | 16 sierpnia |
| Brąz   | Tori Bowie | Lekkoatletyka        | bieg na 200 m                         | 22,15 | 17 sierpnia |
| Brąz   | Kristi Castlin | Lekkoatletyka        | bieg na 100 m przez płotki            | 12,61 | 17 sierpnia |
| Brąz   | April Ross Kerri Walsh-Jennings | Piłka siatkowa       | turniej kobiet                        | W meczu o brązowy medal pokonały reprezentantki Brazylii Larissę França i Talitę Antunes 2:1              | 17 sierpnia |
| Brąz   | Ashley Spencer | Lekkoatletyka        | bieg na 400 m przez płotki            | 53,72 | 18 sierpnia |
| Brąz   | David Boudia | Skoki do wody        | wieża 10 m indywidualnie              | 525,25 | 20 sierpnia |
| Brąz   | Jackie Galloway | Taekwondo            | + 67 kg                               | W pojedynku o brązowy medal pokonała reprezentantkę Francji Gwladys Épangue 2:1                           | 20 sierpnia |
| Brąz   | Rachael Adams Foluke Akinradewo Kayla Banwarth Alisha Glass Christa Harmotto Kimberly Hill Jordan Larson-Burbach Carli Lloyd Karsta Lowe Kelly Murphy Kelsey Robinson Courtney Thompson                       | Piłka siatkowa       | turniej kobiet                        | W meczu o brązowy medal pokonały reprezentację Holandii 3:1                                               | 20 sierpnia |
| Brąz   | J’den Cox | Zapasy               | kategoria do 86 kg w stylu wolnym     | W pojedynku o brązowy medal pokonał reprezentanta Kuby Reinerisa Salasa 5:0                               | 20 sierpnia |
| Brąz   | Galen Rupp | Lekkoatletyka        | maraton                               | 2:10:05                                                                                                   | 21 sierpnia |
| Brąz   | Matthew Anderson Micah Christenson Maxwell Holt Thomas Jaeschke Davie Lee William Priddy Aaron Russell Taylor Sander Erik Shoji Kawika Shoji David Smith Murphy Troy                                          | Piłka siatkowa       | turniej mężczyzn                      | W meczu o brązowy medal pokonali reprezentację Rosji 3:2                                                  | 21 sierpnia |

## Reprezentanci

### Badminton
Mężczyźni
| Zawodnik                         | Konkurencja    | Faza grupowa                  | Faza grupowa                     | Faza grupowa                           | Faza grupowa | Eliminacje       | Ćwierćfinał      | Półfinał         | Finał/BM         | Finał/BM | Źródło |
| Zawodnik                         | Konkurencja    | Przeciwnik Wynik              | Przeciwnik Wynik                 | Przeciwnik Wynik                       | Miejsce      | Przeciwnik Wynik | Przeciwnik Wynik | Przeciwnik Wynik | Przeciwnik Wynik | Miejsce  | Źródło |
| -------------------------------- | -------------- | ----------------------------- | -------------------------------- | -------------------------------------- | ------------ | ---------------- | ---------------- | ---------------- | ---------------- | -------- | ------ |
| Howard Shu                       | gra pojedyncza | Sugiarto P 0-2 (14-21, 10-21) | Guerrero P 0-2 (16-21, 15-21)    | —                                      | 3.           | NQ               | NQ               | NQ               | NQ               | NQ       | [ 1 ]  |
| Phillip Chew Sattawat Pongnairat | gra podwójna   | Fu / Zhang P 0-2 (6-21, 7-21) | Goh V / Tan P 0-2 (12-21, 10-21) | Fuchs / Schöttler P 0-2 (14-21, 14-21) | 4.           | —                | NQ               | NQ               | NQ               | NQ       | [ 2 ]  |

Kobiety
| Zawodniczka                | Konkurencja    | Faza grupowa                             | Faza grupowa                              | Faza grupowa                   | Faza grupowa | Eliminacje          | Ćwierćfinał         | Półfinał            | Finał/BM            | Finał/BM | Źródło |
| Zawodniczka                | Konkurencja    | Przeciwniczka Wynik                      | Przeciwniczka Wynik                       | Przeciwniczka Wynik            | Miejsce      | Przeciwniczka Wynik | Przeciwniczka Wynik | Przeciwniczka Wynik | Przeciwniczka Wynik | Miejsce  | Źródło |
| -------------------------- | -------------- | ---------------------------------------- | ----------------------------------------- | ------------------------------ | ------------ | ------------------- | ------------------- | ------------------- | ------------------- | -------- | ------ |
| Iris Wang                  | gra pojedyncza | L Tan W 2-1 (21-17, 20-22, 21-14)        | Santos W 2-1 (18-21, 21,10, 21-12)        | Li P 0-2 (16-21, 12-21)        | 2.           | NQ                  | NQ                  | NQ                  | NQ                  | NQ       | [ 3 ]  |
| Eva Lee Paula Lynn Obanana | gra podwójna   | Jung K-e / Shin S-c P 0-2 (14-21, 12-21) | Rytter Juhl / Pedersen P 0-2 (9-21, 6-21) | Luo / Luo P 0-2 (14-21, 15-21) | 4.           | —                   | NQ                  | NQ                  | NQ                  | NQ       | [ 4 ]  |

Mikst
| Zawodnicy                   | Konkurencja  | Faza grupowa                          | Faza grupowa                          | Faza grupowa                       | Faza grupowa      | Eliminacje        | Ćwierćfinał       | Półfinał          | Finał/BM          | Finał/BM | Źródło |
| Zawodnicy                   | Konkurencja  | Przeciwnicy Wynik                     | Przeciwnicy Wynik                     | Miejsce                            | Przeciwnicy Wynik | Przeciwnicy Wynik | Przeciwnicy Wynik | Przeciwnicy Wynik | Przeciwnicy Wynik | Miejsce  | Źródło |
| --------------------------- | ------------ | ------------------------------------- | ------------------------------------- | ---------------------------------- | ----------------- | ----------------- | ----------------- | ----------------- | ----------------- | -------- | ------ |
| Phillip Chew Jamie Subandhi | gra mieszana | Ko S-h / Kim H-n P 0-2 (10-21, 12-21) | Kazuno / Kurihara P 0-2 (6-21, 12-21) | Arends / Piek P 0-2 (15-21, 19-21) | 4.                | —                 | NQ                | NQ                | NQ                | NQ       | [ 5 ]  |

### Boks
Mężczyźni
| Zawodnik              | Konkurencja          | 1/16               | 1/8              | Ćwierćfinał       | Półfinał         | Finał            | Finał   | Źródło |
| Zawodnik              | Konkurencja          | Przeciwnik Wynik   | Przeciwnik Wynik | Przeciwnik Wynik  | Przeciwnik Wynik | Przeciwnik Wynik | Miejsce | Źródło |
| --------------------- | -------------------- | ------------------ | ---------------- | ----------------- | ---------------- | ---------------- | ------- | ------ |
| Nico Hernández        | waga papierowa       | Cappai W 3-0       | Jegorow W 3-0    | Quipo W 3-0       | Do‘smatov P 0-3  | NQ               | brąz    | [ 6 ]  |
| Antonio Vargas        | waga musza           | Henriques W 2-0    | Zoirov P 0-3     | NQ                | NQ               | NQ               | NQ      | [ 7 ]  |
| Shakur Stevenson      | waga kogucia         | BYE                | de Jesus W 3-0   | Tsendbaatar W 3-0 | Nikitin W WO     | Ramírez P 1-2    | srebro  | [ 8 ]  |
| Carlos Balderas       | waga lekka           | Abdrachmanow W 3-0 | Narimatsu W 3-0  | Álvarez P 0-3     | NQ               | NQ               | NQ      | [ 9 ]  |
| Gary Antuanne Russell | waga lekkopółśrednia | Hitchins W 3-0     | Masuk W 2-1      | Gaibnazarov P 1-2 | NQ               | NQ               | NQ      | [ 10 ] |
| Charles Conwell       | waga średnia         | Krishan P 0-3      | NQ               | NQ                | NQ               | NQ               | NQ      | [ 11 ] |

Kobiety
| Zawodniczka      | Konkurencja  | 1/8                 | Ćwierćfinał         | Półfinał            | Finał               | Finał   | Źródło |
| Zawodniczka      | Konkurencja  | Przeciwniczka Wynik | Przeciwniczka Wynik | Przeciwniczka Wynik | Przeciwniczka Wynik | Miejsce | Źródło |
| ---------------- | ------------ | ------------------- | ------------------- | ------------------- | ------------------- | ------- | ------ |
| Mikaela Mayer    | waga lekka   | Ishaish W 3-0       | Bielakowa P 0-2     | NQ                  | NQ                  | NQ      | [ 12 ] |
| Claressa Shields | waga średnia | BYE                 | Jakuszyna W 3-0     | Szakimowa W 3-0     | Fontijn W 3-0       | złoto   | [ 13 ] |

### Gimnastyka

#### Gimnastyka artystyczna
| Zawodniczka | Konkurencja           | Eliminacje | Eliminacje | Eliminacje | Eliminacje | Eliminacje | Eliminacje | Finał    | Finał    | Finał    | Finał    | Finał | Finał   | Źródło |
| Zawodniczka | Konkurencja           | Przyrząd   | Przyrząd   | Przyrząd   | Przyrząd   | Razem      | Miejsce    | Przyrząd | Przyrząd | Przyrząd | Przyrząd | Razem | Miejsce | Źródło |
| Zawodniczka | Konkurencja           | H          | B          | C          | R          | Razem      | Miejsce    | H        | B        | C        | R        | Razem | Miejsce | Źródło |
| ----------- | --------------------- | ---------- | ---------- | ---------- | ---------- | ---------- | ---------- | -------- | -------- | -------- | -------- | ----- | ------- | ------ |
| Laura Zeng  | wielobój indywidualny | 17,650     | 17,666     | 17,700     | 16,825     | 69,841     | 11. R      | NQ       | NQ       | NQ       | NQ       | NQ    | NQ      | [ 14 ] |

| Zawodniczka                                                              | Konkurencja      | Eliminacje | Eliminacje | Eliminacje | Eliminacje | Finał    | Finał    | Finał | Finał   | Źródło |
| Zawodniczka                                                              | Konkurencja      | Przyrząd   | Przyrząd   | Razem      | Miejsce    | Przyrząd | Przyrząd | Razem | Miejsce | Źródło |
| Zawodniczka                                                              | Konkurencja      | 5R         | 3C 2H      | Razem      | Miejsce    | 5R       | 3C 2H    | Razem | Miejsce | Źródło |
| ------------------------------------------------------------------------ | ---------------- | ---------- | ---------- | ---------- | ---------- | -------- | -------- | ----- | ------- | ------ |
| Kiana Eide Alisa Kano Natalie McGiffert Monica Rokhman Kristen Shaldybin | zawody drużynowe | 13,908     | 16,316     | 30,224     | 14.        | NQ       | NQ       | NQ    | NQ      | [ 15 ] |

#### Gimnastyka sportowa
Mężczyźni
| Zawodnicy          | Konkurencja        | Kwalifikacje | Kwalifikacje | Kwalifikacje | Kwalifikacje | Kwalifikacje | Kwalifikacje | Kwalifikacje | Kwalifikacje | Finał    | Finał    | Finał    | Finał    | Finał    | Finał    | Finał   | Finał   | Źródło |
| Zawodnicy          | Konkurencja        | Przyrząd     | Przyrząd     | Przyrząd     | Przyrząd     | Przyrząd     | Przyrząd     | Razem        | Miejsce      | Przyrząd | Przyrząd | Przyrząd | Przyrząd | Przyrząd | Przyrząd | Razem   | Miejsce | Źródło |
| Zawodnicy          | Konkurencja        | F            | PH           | R            | V            | PB           | HB           | Razem        | Miejsce      | F        | PH       | R        | V        | PB       | HB       | Razem   | Miejsce | Źródło |
| ------------------ | ------------------ | ------------ | ------------ | ------------ | ------------ | ------------ | ------------ | ------------ | ------------ | -------- | -------- | -------- | -------- | -------- | -------- | ------- | ------- | ------ |
| Christopher Brooks | wielobój drużynowy | 14,533       | 12,766       | 14,566       | 14,400       | 15,300       | 14,766       | 86,331       | 19. Q        | —        | —        | 14,666   | —        | 15,100   | 15,108   | —       | —       | [ 16 ] |
| Jacob Dalton       | wielobój drużynowy | 15,600 Q     | —            | 14,900       | 15,133       | 15,166       | 14,333       | —            | —            | 15,325   | —        | 14,833   | 15,466   | —        | —        | —       | —       | [ 16 ] |
| Danell Leyva       | wielobój drużynowy | —            | 14,533       | —            | —            | 15,600 Q     | 15,333 Q     | —            | —            | —        | 14,333   | —        | —        |          |          | —       | —       | [ 16 ] |
| Samuel Mikulak     | wielobój drużynowy | 15,800 Q     | 13,100       | 14,533       | 15,100       | 15,375       | 15,133 Q     | 89,041       | 7. Q         | 14,866   | 14,733   | —        | 15,366   | 15,700   | 15,000   | —       | —       | [ 16 ] |
| Alexander Naddour  | wielobój drużynowy | 14,700       | 15,366 Q     | 15,000       | 15,100       | —            | —            | —            | —            | 13,566   | 14,633   | 14,966   | 15,033   | —        | —        | —       | —       | [ 16 ] |
| RAZEM              | wielobój drużynowy | 46,100       | 42,999       | 44,466       | 45,233       | 46,275       | 45,232       | 270,405      | 2. Q'        | 43,757   | 43,699   | 44,465   | 45,865   | 46,333   | 44,441   | 268,560 | 5.      | [ 16 ] |

Indywidualne finały
| Zawodnik           | Konkurencja           | Finał    | Finał    | Finał    | Finał    | Finał    | Finał    | Finał  | Finał   | Źródło |
| Zawodnik           | Konkurencja           | Przyrząd | Przyrząd | Przyrząd | Przyrząd | Przyrząd | Przyrząd | Razem  | Miejsce | Źródło |
| Zawodnik           | Konkurencja           | F        | PH       | R        | V        | PB       | HB       | Razem  | Miejsce | Źródło |
| ------------------ | --------------------- | -------- | -------- | -------- | -------- | -------- | -------- | ------ | ------- | ------ |
| Christopher Brooks | wielobój indywidualny | 14,600   | 13,200   | 14,633   | 14,933   | 15,066   | 15,200   | 87,632 | 14.     | [ 17 ] |
| Samuel Mikulak     | wielobój indywidualny | 15,200   | 14,600   | 14,366   | 14,566   | 15,766   | 15,133   | 89,691 | 7.      | [ 17 ] |
| Samuel Mikulak     | ćwiczenia wolne       | 14,133   | —        | —        | —        | —        | —        | —      | 8.      | [ 18 ] |
| Samuel Mikulak     | drążek                | —        | —        | —        | —        | —        | 15,400   | —      | 4.      | [ 19 ] |
| Danell Leyva       | drążek                | —        | —        | —        | —        | —        | 15,500   | —      | srebro  | [ 19 ] |
| Danell Leyva       | poręcze               | —        | —        | —        | —        | 15,900   | —        | —      | srebro  | [ 20 ] |
| Alexander Naddour  | koń z łękami          | —        | 15,700   | —        | —        | —        | —        | —      | brąz    | [ 21 ] |
| Jacob Dalton       | ćwiczenia wolne       | 15,133   | —        | —        | —        | —        | —        | —      | 6.      | [ 18 ] |

Kobiety
| Zawodniczka       | Konkurencja        | Kwalifikacje | Kwalifikacje | Kwalifikacje | Kwalifikacje | Kwalifikacje | Kwalifikacje | Finał    | Finał    | Finał    | Finał    | Finał   | Finał   | Źródło |
| Zawodniczka       | Konkurencja        | Przyrząd     | Przyrząd     | Przyrząd     | Przyrząd     | Razem        | Miejsce      | Przyrząd | Przyrząd | Przyrząd | Przyrząd | Razem   | Miejsce | Źródło |
| Zawodniczka       | Konkurencja        | V            | UB           | BB           | F            | Razem        | Miejsce      | V        | UB       | BB       | F        | Razem   | Miejsce | Źródło |
| ----------------- | ------------------ | ------------ | ------------ | ------------ | ------------ | ------------ | ------------ | -------- | -------- | -------- | -------- | ------- | ------- | ------ |
| Simone Biles      | wielobój drużynowy | 16,050 Q     | 15,000       | 15,633 Q     | 15,733 Q     | 62,266       | 1. Q         | 15,933   | 14,800   | 15,300   | 15,800   | —       | —       | [ 22 ] |
| Gabrielle Douglas | wielobój drużynowy | 15,166       | 15,766 Q     | 14,833       | 14,366       | 60,131       | 3.           | —        | 15,766   | —        | —        | —       | —       | [ 22 ] |
| Lauren Hernandez  | wielobój drużynowy | 15,200       | —            | 15,366 Q     | 14,800       | —            | —            | 15,100   | —        | 15,233   | 14,833   | —       | —       | [ 22 ] |
| Madison Kocian    | wielobój drużynowy | —            | 15,866       | —            | —            | —            | —            | —        | 15,933   | —        | —        | —       | —       | [ 22 ] |
| Alexandra Raisman | wielobój drużynowy | 15,766       | 14,733       | 14,833       | 15,275 Q     | 60,607       | 2. Q         | 15,833   | —        | 15,000   | 15,366   | —       | —       | [ 22 ] |
| RAZEM             | wielobój drużynowy | 46,966       | 46,632       | 45,832       | 45,808       | 185,238      | 1. Q         | 46,866   | 46,499   | 45,533   | 45,999   | 184,897 | złoto   | [ 22 ] |

Indywidualne finały
| Zawodniczka       | Konkurencja             | Finał    | Finał    | Finał    | Finał    | Finał  | Finał   | Źródło |
| Zawodniczka       | Konkurencja             | Przyrząd | Przyrząd | Przyrząd | Przyrząd | Razem  | Miejsce | Źródło |
| Zawodniczka       | Konkurencja             | V        | UB       | BB       | F        | Razem  | Miejsce | Źródło |
| ----------------- | ----------------------- | -------- | -------- | -------- | -------- | ------ | ------- | ------ |
| Simone Biles      | skoki                   | 15,966   | —        | —        | —        | —      | złoto   | [ 23 ] |
| Simone Biles      | ćwiczenia na równoważni | —        | —        | 14,733   | —        | —      | brąz    | [ 24 ] |
| Simone Biles      | ćwiczenia wolne         | —        | —        | —        | 15,966   | —      | złoto   | [ 25 ] |
| Simone Biles      | wielobój indywidualny   | 15,866   | 14,966   | 15,433   | 15,933   | 62,198 | złoto   | [ 26 ] |
| Alexandra Raisman | wielobój indywidualny   | 15,633   | 14,166   | 14,866   | 15,433   | 60,098 | srebro  | [ 26 ] |
| Alexandra Raisman | ćwiczenia wolne         | —        | —        | —        | 15,500   | —      | srebro  | [ 25 ] |
| Madison Kocian    | poręcze asymetryczne    | —        | 15,833   | —        | —        | —      | srebro  | [ 27 ] |
| Gabrielle Douglas | poręcze asymetryczne    | —        | 15,066   | —        | —        | —      | 7.      | [ 27 ] |
| Lauren Hernandez  | ćwiczenia na równoważni | —        | —        | 15,333   | —        | —      | srebro  | [ 24 ] |

#### Skoki na trampolinie
Mężczyźni
| Zawodnik     | Konkurencja   | Kwalifikacje      | Kwalifikacje  | Kwalifikacje | Kwalifikacje | Finał    | Finał     | Finał | Finał | Finał   | Źródło |
| Zawodnik     | Konkurencja   | Układ obowiązkowy | Układ dowolny | Razem        | Miejsce      | Trudność | Wykonanie | Lot   | Razem | Miejsce | Źródło |
| ------------ | ------------- | ----------------- | ------------- | ------------ | ------------ | -------- | --------- | ----- | ----- | ------- | ------ |
| Logan Dooley | indywidualnie | 47,885            | 58,170        | 106,055      | 11.          | NQ       | NQ        | NQ    | NQ    | NQ      | [ 28 ] |

Kobiety
| Zawodniczka     | Konkurencja   | Kwalifikacje      | Kwalifikacje  | Kwalifikacje | Kwalifikacje | Finał    | Finał     | Finał | Finał | Finał   | Źródło |
| Zawodniczka     | Konkurencja   | Układ obowiązkowy | Układ dowolny | Razem        | Miejsce      | Trudność | Wykonanie | Lot   | Razem | Miejsce | Źródło |
| --------------- | ------------- | ----------------- | ------------- | ------------ | ------------ | -------- | --------- | ----- | ----- | ------- | ------ |
| Nicole Ahsinger | indywidualnie | 45,250            | 50,205        | 95,455       | 15.          | NQ       | NQ        | NQ    | NQ    | NQ      | [ 29 ] |

### Golf
| Zawodnik      | Konkurencja | Runda 1 | Runda 2 | Runda 3 | Runda 4 | Razem  | Razem       | Razem   | Źródło |
| Zawodnik      | Konkurencja | Punkty  | Punkty  | Punkty  | Punkty  | Punkty | Poniżej par | Pozycja | Źródło |
| ------------- | ----------- | ------- | ------- | ------- | ------- | ------ | ----------- | ------- | ------ |
| Rickie Fowler | mężczyźni   | 75      | 71      | 64      | 74      | 284    | 0           | =37.    | [ 30 ] |
| Matt Kuchar   | mężczyźni   | 69      | 70      | 69      | 63      | 271    | –13         | brąz    | [ 30 ] |
| Patrick Reed  | mężczyźni   | 72      | 69      | 73      | 64      | 278    | –6          | =11.    | [ 30 ] |
| Bubba Watson  | mężczyźni   | 73      | 67      | 67      | 70      | 277    | –7          | =8.     | [ 30 ] |
| Stacy Lewis   | kobiety     | 70      | 63      | 76      | 66      | 275    | –9          | =4.     | [ 31 ] |
| Gerina Piller | kobiety     | 69      | 67      | 68      | 74      | 278    | –6          | =11.    | [ 31 ] |
| Lexi Thompson | kobiety     | 68      | 71      | 76      | 66      | 281    | –3          | =19.    | [ 31 ] |

### Hokej na trawie

#### Turniej kobiet
- Reprezentacja kobiet

Trener: Craig Parnham
| - Stefanie Fee - Melissa Gonzalez - Kelsey Kolojejchick - Rachel Dawson - Michelle Vittese - Jill Witmer - Julia Reinprecht - Katie Reinprecht - Katie O’Donnell |  | - Michelle Kasold - Katelyn Falgowski - Kathleen Sharkey - Lauren Crandall - Caitlin Van Snickle - Alyssa Manley - Jaclyn Briggs - Paige Selenski - Alesha Widdall |

Źródło:
Grupa B
| Lp. | Drużyna           | M | Mecze | Mecze | Mecze | Bramki | Bramki | Bramki | Pkt |
| Lp. | Drużyna           | M | W     | R     | P     | +      | −      | +/−    | Pkt |
| --- | ----------------- | - | ----- | ----- | ----- | ------ | ------ | ------ | --- |
| 1.  | Wielka Brytania   | 5 | 5     | 0     | 0     | 12     | 4      | +8     | 15  |
| 2.  | Stany Zjednoczone | 5 | 4     | 0     | 1     | 14     | 5      | +9     | 12  |
| 3.  | Australia         | 5 | 3     | 0     | 2     | 11     | 5      | +6     | 9   |
| 4.  | Argentyna         | 5 | 2     | 0     | 3     | 12     | 6      | +6     | 6   |
| 5.  | Japonia           | 5 | 0     | 1     | 4     | 3      | 16     | −13    | 1   |
| 6.  | Indie             | 5 | 0     | 1     | 4     | 3      | 19     | −16    | 1   |

Faza grupowa
| 6 sierpnia 201617:00 | Argentyna               | 1:2 | Stany Zjednoczone                             | Olympic Hockey Center Sędzia: Michelle Joubert Michelle Meister |
| 6 sierpnia 201617:00 | Delfina Merino 56'      | 1:2 | 35' Katie Reinprecht 50' (kr) Michelle Kasold | Olympic Hockey Center Sędzia: Michelle Joubert Michelle Meister |
| 6 sierpnia 201617:00 | Lucina von der Heyde 3' | 1:2 |                                               | Olympic Hockey Center Sędzia: Michelle Joubert Michelle Meister |

| 8 sierpnia 201610:00 | Australia                                                                     | 1:2 | Stany Zjednoczone                                     | Olympic Hockey Center Sędzia: Elena Eskina Carolina de la Fuente |
| 8 sierpnia 201610:00 | Kathryn Slattery 43'                                                          | 1:2 | 25' (kr) Michelle Vittese 41' (kr) Caitlin Van Sickle | Olympic Hockey Center Sędzia: Elena Eskina Carolina de la Fuente |
| 8 sierpnia 201610:00 | Hannah Krüger 12' · Jane Claxton 38' · Georgie Parker 41' · Hannah Krüger 42' | 1:2 |                                                       | Olympic Hockey Center Sędzia: Elena Eskina Carolina de la Fuente |

| 10 sierpnia 201617:00 | Stany Zjednoczone                                                                                   | 6:1 | Japonia                | Olympic Hockey Center Sędzia: Amber Church Fanneke Alkemade |
| 10 sierpnia 201617:00 | Melissa Gonzalez 1' (kr) Katie O’Donnell Bam 5', 52', 60' Katie Reinprecht 29' (kr) Jill Witmer 37' | 6:1 | 47' (kr) Mie Nakashima | Olympic Hockey Center Sędzia: Amber Church Fanneke Alkemade |

| 11 sierpnia 201619:30 | Stany Zjednoczone                                 | 3:0 | Indie           | Olympic Hockey Center Sędzia: Melissa Trivic Chieko Soma |
| 11 sierpnia 201619:30 | Katie O’Donnell Bam 14', 42' Melissa Gonzalez 52' | 3:0 |                 | Olympic Hockey Center Sędzia: Melissa Trivic Chieko Soma |
| 11 sierpnia 201619:30 | Katie Reinprecht 28' · CRANDALL Lauren 57'        | 3:0 | 51' Rani Rampal | Olympic Hockey Center Sędzia: Melissa Trivic Chieko Soma |

| 13 sierpnia 201618:00 | Wielka Brytania                                                                               | 2:1 | Stany Zjednoczone                                           | Olympic Hockey Center Sędzia: Amber Church Irene Presenqui |
| 13 sierpnia 201618:00 | Sophie Bray 53' (kr) Alexandra Danson 56'                                                     | 2:1 | 39' Michelle Vittese                                        | Olympic Hockey Center Sędzia: Amber Church Irene Presenqui |
| 13 sierpnia 201618:00 | Sam Quek 13' · Nicola White 21' · Lily Owsley 24' · Georgie Twigg 56' · Susannah Townsend 60' | 2:1 | 25' Katie Bam · 41' Julia Reinprecht · 51' Michelle Vittese | Olympic Hockey Center Sędzia: Amber Church Irene Presenqui |

Ćwierćfinał
| 15 sierpnia 201612:30 | Stany Zjednoczone     | 1:2 | Niemcy                                          | Olympic Hockey Center Sędzia: Carolina de la Fuente Miao Lin |
| 15 sierpnia 201612:30 | Katelyn Falgowski 57' | 1:2 | 8' Marie Mävers 14' Lisa Hahn                   | Olympic Hockey Center Sędzia: Carolina de la Fuente Miao Lin |
| 15 sierpnia 201612:30 | Melissa Gonzalez 48'  | 1:2 | 48' Charlotte Stapenhorst · 58' Franzisca Hauke | Olympic Hockey Center Sędzia: Carolina de la Fuente Miao Lin |

### Jeździectwo

#### Skoki przez przeszkody
| Zawodnik                                             | Koń         | Konkurencja         | Kwalifikacje | Kwalifikacje | Kwalifikacje | Kwalifikacje | Kwalifikacje | Kwalifikacje | Kwalifikacje | Kwalifikacje | Finał   | Finał   | Finał   | Finał   | Finał   | Razem | Razem  | Źródło |
| Zawodnik                                             | Koń         | Konkurencja         | Runda 1      | Runda 1      | Runda 2      | Runda 2      | Runda 2      | Runda 3      | Runda 3      | Runda 3      | Runda A | Runda A | Runda B | Runda B | Runda B | Razem | Razem  | Źródło |
| Zawodnik                                             | Koń         | Konkurencja         | Błędy        | Poz.         | Błędy        | Razem        | Poz.         | Błędy        | Razem        | Poz.         | Błędy   | Poz.    | Błędy   | Razem   | Poz.    | Błędy | Poz.   | Źródło |
| ---------------------------------------------------- | ----------- | ------------------- | ------------ | ------------ | ------------ | ------------ | ------------ | ------------ | ------------ | ------------ | ------- | ------- | ------- | ------- | ------- | ----- | ------ | ------ |
| Lucy Davis                                           | Barron      | skoki indywidualnie | 4            | =27. Q       | 0            | 4            | =15. Q       | 4            | 8            | =18. Q       | 2       | =32.    | NQ      | NQ      | NQ      | 12    | =32.   | [ 39 ] |
| Kent Farrington                                      | Voyeur      | skoki indywidualnie | 0            | =1. Q        | 0            | 0            | =1. Q        | 1            | 1            | =2. Q        | 0       | =1. Q   | 0       | 0       | =1. JO  | 8     | 5.     | [ 39 ] |
| Beezie Madden                                        | Cortes 'C'  | skoki indywidualnie | 4            | =27. Q       | 8            | 12           | =46.         | NQ           | NQ           | NQ           | NQ      | NQ      | NQ      | NQ      | NQ      | NQ    | NQ     | [ 39 ] |
| McLain Ward                                          | Azur        | skoki indywidualnie | 4            | =27. Q       | 0            | 4            | =15. Q       | 0            | 4            | =7. Q        | 4       | =16. Q  | 0       | 4       | =9.     | 4     | =9.    | [ 39 ] |
| Lucy Davis Kent Farrington Beezie Madden McLain Ward | Patrz wyżej | skoki drużynowe     | —            | —            | —            | —            | —            | —            | —            | —            | 0       | =1. Q   | 5       | 5       | 2.      | 5     | srebro | [ 40 ] |

#### Ujeżdżenie
| Zawodnik                                                    | Koń         | Konkurencja              | Grand Prix | Grand Prix | Grand Prix Special | Grand Prix Special | Grand Prix Freestyle | Grand Prix Freestyle | Razem  | Razem   | Źródło |
| Zawodnik                                                    | Koń         | Konkurencja              | Punkty     | Pozycja    | Punkty             | Pozycja            | Technika             | Artystyka            | Punkty | Pozycja | Źródło |
| ----------------------------------------------------------- | ----------- | ------------------------ | ---------- | ---------- | ------------------ | ------------------ | -------------------- | -------------------- | ------ | ------- | ------ |
| Allison Brock                                               | Rosevelt    | Ujeżdżenie indywidualnie | 72,686     | 25. Q      | 73,824             | 19. Q              | 74,464               | 77,857               | 76,160 | 15.     | [ 41 ] |
| Laura Graves                                                | Verdades    | Ujeżdżenie indywidualnie | 78,071     | 5. Q       | 80,644             | 5. Q               | 81,964               | 85,196               | 88,429 | 4.      | [ 41 ] |
| Kasey Perry-Glass                                           | Dublet      | Ujeżdżenie indywidualnie | 75,229     | 17. Q      | 73,235             | 22.                | NQ                   | NQ                   | NQ     | NQ      | [ 41 ] |
| Steffen Peters                                              | Legolas     | Ujeżdżenie indywidualnie | 77,614     | 6. Q       | 74,622             | 14. Q              | 76,500               | 82,286               | 79,393 | 12.     | [ 41 ] |
| Allison Brock Laura Graves Kasey Perry-Glass Steffen Peters | Patrz wyżej | Ujeżdżenie drużynowo     | 76,971     | 3. Q       | 76,363             | 3.                 | —                    | —                    | 76,667 | brąz    | [ 42 ] |

#### WKKW
| Zawodnik                                                   | Koń               | Konkurencja   | Ujeżdżenie | Ujeżdżenie | Próba terenowa | Próba terenowa | Próba terenowa | Skoki        | Skoki        | Skoki        | Skoki | Skoki | Skoki   | Łącznie | Łącznie | Źródło |
| Zawodnik                                                   | Koń               | Konkurencja   | Ujeżdżenie | Ujeżdżenie | Próba terenowa | Próba terenowa | Próba terenowa | Kwalifikacje | Kwalifikacje | Kwalifikacje | Finał | Finał | Finał   | Łącznie | Łącznie | Źródło |
| Zawodnik                                                   | Koń               | Konkurencja   | Błędy      | Miejsce    | Błędy          | Razem          | Miejsce        | Błędy        | Razem        | Miejsce      | Błędy | Razem | Miejsce | Błędy   | Miejsce | Źródło |
| ---------------------------------------------------------- | ----------------- | ------------- | ---------- | ---------- | -------------- | -------------- | -------------- | ------------ | ------------ | ------------ | ----- | ----- | ------- | ------- | ------- | ------ |
| Phillip Dutton                                             | Mighty Nice       | indywidualnie | 44,60      | 15.        | 3,20           | 46,80          | 5.             | 1,00         | 47,80        | 4. Q         | 4     | 51,80 | 3.      | 51,80   | brąz    | [ 43 ] |
| Lauren Kieffer                                             | Veronica          | indywidualnie | 47,30      | 33.        | EL             | EL             | EL             | NQ           | NQ           | NQ           | NQ    | NQ    | NQ      | NQ      | NQ      | [ 43 ] |
| Boyd Martin                                                | Blackfoot Mystery | indywidualnie | 47,70      | 35.        | 3,20           | 50,90          | 6.             | 8            | 58,90        | 7. Q         | 12    | 70,90 | 16      | 70,90   | 16.     | [ 43 ] |
| Clark Montgomery                                           | Loughan Glen      | indywidualnie | 46,60      | 24.        | WD             | WD             | WD             | NQ           | NQ           | NQ           | NQ    | NQ    | NQ      | NQ      | NQ      | [ 43 ] |
| Phillip Dutton Lauren Kieffer Boyd Martin Clark Montgomery | Patrz wyżej       | drużynowo     | 137,50     | 6.         | EL             | EL             | EL             | NQ           | NQ           | NQ           | —     | —     | —       | NQ      | NQ      | [ 44 ] |

### Judo
Mężczyźni
| Zawodnik       | Konkurencja | 1/32             | 1/16                | 1/8                 | Ćwierćfinał        | Półfinał                 | Repasaż               | Finał/BM                 | Finał/BM | Źródło |
| Zawodnik       | Konkurencja | Przeciwnik Wynik | Przeciwnik Wynik    | Przeciwnik Wynik    | Przeciwnik Wynik   | Przeciwnik Wynik         | Przeciwnik Wynik      | Przeciwnik Wynik         | Pozycja  | Źródło |
| -------------- | ----------- | ---------------- | ------------------- | ------------------- | ------------------ | ------------------------ | --------------------- | ------------------------ | -------- | ------ |
| Nick Delpopolo | - 73 kg     | BYE              | Goumar W 100 – 000  | Odbayar W 010 – 000 | Muki P 000 – 100   | NQ                       | Ungvári P 000 – 000 S | NQ                       | 7.       | [ 45 ] |
| Travis Stevens | - 81 kg     | BYE              | Pacek W 001 – 000   | Sobirov W 010 – 000 | Iwanow W 100 – 000 | Czrikiszwili W 100 – 000 | —                     | Chałmurzajew P 000 – 100 | srebro   | [ 45 ] |
| Colton Brown   | - 90 kg     | BYE              | Suliman W 100 – 000 | Iddir P 000 – 010   | NQ                 | NQ                       | NQ                    | NQ                       | NQ       | [ 45 ] |

Kobiety
| Zawodniczka      | Konkurencja | 1/16                | 1/8                    | Ćwierćfinał         | Półfinał             | Repasaż             | Finał/BM             | Finał/BM | Źródło |
| Zawodniczka      | Konkurencja | Przeciwniczka Wynik | Przeciwniczka Wynik    | Przeciwniczka Wynik | Przeciwniczka Wynik  | Przeciwniczka Wynik | Przeciwniczka Wynik  | Pozycja  | Źródło |
| ---------------- | ----------- | ------------------- | ---------------------- | ------------------- | -------------------- | ------------------- | -------------------- | -------- | ------ |
| Angelica Delgado | - 52 kg     | Tsolmon P 003 – 010 | NQ                     | NQ                  | NQ                   | NQ                  | NQ                   | NQ       | [ 45 ] |
| Marti Malloy     | - 57 kg     | BYE                 | Lien C-l P 000 – 000 S | NQ                  | NQ                   | NQ                  | NQ                   | NQ       | [ 45 ] |
| Kayla Harrison   | - 78 kg     | BYE                 | Zhang W 100 – 000      | Joó W 100 – 000     | Velenšek W 100 – 000 | —                   | Tcheuméo W 100 – 000 | złoto    | [ 45 ] |

### Kajakarstwo

#### Kajakarstwo górskie
Mężczyźni
| Zawodnik                    | Konkurencja | Eliminacje | Eliminacje | Eliminacje | Eliminacje | Eliminacje | Eliminacje | Półfinał | Półfinał | Finał  | Finał   | Źródło |
| Zawodnik                    | Konkurencja | Zjazd 1    | Miejsce    | Zjazd 2    | Miejsce    | Najlepszy  | Miejsce    | Czas     | Miejsce  | Czas   | Miejsce | Źródło |
| --------------------------- | ----------- | ---------- | ---------- | ---------- | ---------- | ---------- | ---------- | -------- | -------- | ------ | ------- | ------ |
| Casey Eichfeld              | C-1         | 100,02     | 8.         | 101,23     | 10.        | 100,02     | 12. Q      | 101,23   | 10. Q    | 99,69  | 7.      | [ 46 ] |
| Casey Eichfeld Devin McEwan | C-2         | 112,33     | 8.         | 117,19     | 9.         | 112,33     | 10. Q      | 116,26   | 10. Q    | 117,85 | 10.     | [ 46 ] |
| Michal Smolen               | K-1         | 92,96      | 11.        | 90,13      | 6.         | 90,13      | 10. Q      | 97,87    | 12.      | NQ     | NQ      | [ 46 ] |

Kobiety
| Zawodniczka | Konkurencja | Eliminacje | Eliminacje | Eliminacje | Eliminacje | Eliminacje | Eliminacje | Półfinał | Półfinał | Finał | Finał   | Źródło |
| Zawodniczka | Konkurencja | Zjazd 1    | Miejsce    | Zjazd 2    | Miejsce    | Najlepszy  | Miejsce    | Czas     | Miejsce  | Czas  | Miejsce | Źródło |
| ----------- | ----------- | ---------- | ---------- | ---------- | ---------- | ---------- | ---------- | -------- | -------- | ----- | ------- | ------ |
| Ashley Nee  | K-1         | 113,15     | 14.        | 105,60     | 6.         | 105,60     | 9. Q       | 116,59   | 14.      | NQ    | NQ      | [ 46 ] |

#### Kajakarstwo klasyczne
Kobiety
| Zawodniczka  | Konkurencje | Eliminacje | Eliminacje | Półfinał | Półfinał | Finał | Finał   | Źródło |
| Zawodniczka  | Konkurencje | Czas       | Miejsce    | Czas     | Miejsce  | Czas  | Miejsce | Źródło |
| ------------ | ----------- | ---------- | ---------- | -------- | -------- | ----- | ------- | ------ |
| Maggie Hogan | K-1 200 m   | 44,668     | 7.         | NQ       | NQ       | NQ    | NQ      | [ 47 ] |
| Maggie Hogan | K-1 500 m   | 1:58,97    | 6.         | NQ       | NQ       | NQ    | NQ      | [ 47 ] |

### Kolarstwo

#### Kolarstwo BMX
| Zawodnicy      | Konkurencja | Eliminacje | Eliminacje | Ćwierćfinał | Ćwierćfinał | Ćwierćfinał | Ćwierćfinał | Ćwierćfinał | Ćwierćfinał | Ćwierćfinał | Ćwierćfinał | Półfinał | Półfinał | Półfinał | Półfinał | Półfinał | Półfinał | Półfinał | Półfinał | Finał  | Finał   | Źródło |
| Zawodnicy      | Konkurencja | Eliminacje | Eliminacje | Bieg I      | Bieg I      | Bieg II     | Bieg II     | Bieg III    | Bieg III    | Razem       | Razem       | Bieg I   | Bieg I   | Bieg II  | Bieg II  | Bieg III | Bieg III | Razem    | Razem    | Finał  | Finał   | Źródło |
| Zawodnicy      | Konkurencja | Wynik      | Msc.       | Czas        | Pkt.        | Czas        | Pkt.        | Czas        | Pkt.        | SP          | Msc.        | Czas     | Pkt.     | Czas     | Pkt.     | Czas     | Pkt.     | SP       | Msc.     | Wynik  | Miejsce | Źródło |
| -------------- | ----------- | ---------- | ---------- | ----------- | ----------- | ----------- | ----------- | ----------- | ----------- | ----------- | ----------- | -------- | -------- | -------- | -------- | -------- | -------- | -------- | -------- | ------ | ------- | ------ |
| Connor Fields  | mężczyźni   | 34,768     | 4.         | 35,191      | 1           | 35,761      | 4           | 35,601      | 3           | 8           | 7. Q        | 35,163   | 2        | 34,802   | 2        | 36,176   | 6        | 10       | 3. Q     | 34,642 | złoto   | [ 48 ] |
| Nicholas Long  | mężczyźni   | 35,088     | 9.         | 35,730      | 5           | 40,046      | 4           | 35,331      | 1           | 10          | 10. Q       | 35,858   | 5        | 35,450   | 5        | 34,921   | 2        | 12       | 6. Q     | 35,522 | 4.      | [ 48 ] |
| Corben Sharrah | mężczyźni   | 34,893     | 5.         | 36,213      | 4           | 35,558      | 3           | 35,447      | 2           | 9           | 8. Q        | 36,289   | 6        | 35,164   | 2        | 35,352   | 4        | 12       | 9.       | NQ     | NQ      | [ 48 ] |
| Brooke Crain   | kobiety     | 35,345     | 7.         | —           | —           | —           | —           | —           | —           | —           | —           | 35,095   | 3        | 35,405   | 2        | 34,891   | 2        | 7        | 3. Q     | 35,520 | 4.      | [ 49 ] |
| Alise Post     | kobiety     | 35,509     | 8.         | —           | —           | —           | —           | —           | —           | —           | —           | 35,480   | 3        | 35,117   | 2        | 35,417   | 3        | 8        | 4. Q     | 34,435 | srebro  | [ 49 ] |

#### Kolarstwo górskie
| Zawodnicy      | Konkurencja | Czas     | Miejsce | Źródło |
| -------------- | ----------- | -------- | ------- | ------ |
| Howard Grotts  | mężczyźni   | + 1 okr. | –       | [ 50 ] |
| Lea Davison    | kobiety     | 1:33,27  | 7.      | [ 51 ] |
| Chloe Woodruff | kobiety     | 1:36,17  | 14.     | [ 51 ] |

#### Kolarstwo szosowe
Mężczyźni
| Zawodnik         | Konkurencja                | Czas    | Miejsce | Źródło |
| ---------------- | -------------------------- | ------- | ------- | ------ |
| Brent Bookwalter | Jazda indywidualna na czas | 1:17,57 | 23.     | [ 52 ] |
| Brent Bookwalter | Wyścig ze startu wspólnego | 6:13:36 | 16.     | [ 53 ] |
| Taylor Phinney   | Wyścig ze startu wspólnego | DNF     | DNF     | [ 53 ] |
| Taylor Phinney   | Jazda indywidualna na czas | 1:17,25 | 22.     | [ 52 ] |

Kobiety
| Zawodniczka       | Konkurencja                | Czas     | Miejsce | Źródło |
| ----------------- | -------------------------- | -------- | ------- | ------ |
| Mara Abbott       | Wyścig ze startu wspólnego | 3:51:31  | 4.      | [ 54 ] |
| Megan Guarnier    | Wyścig ze startu wspólnego | 3:52:41  | 11.     | [ 54 ] |
| Kristin Armstrong | Wyścig ze startu wspólnego | DNF      | DNF     | [ 54 ] |
| Kristin Armstrong | Jazda indywidualna na czas | 44:26,42 | złoto   | [ 55 ] |
| Evelyn Stevens    | Jazda indywidualna na czas | 46:00,08 | 10.     | [ 55 ] |
| Evelyn Stevens    | Wyścig ze startu wspólnego | 3:52:43  | 12.     | [ 54 ] |

#### Kolarstwo torowe
Wyścig drużynowy
| Zawodnicy                                               | Konkurencja | Kwalifikacje | Kwalifikacje | Półfinał               | Półfinał | Finał                        | Finał   | Źródło |
| Zawodnicy                                               | Konkurencja | Czas         | Pozycja      | Przeciwnik Czas        | Pozycja  | Przeciwnik Czas              | Pozycja | Źródło |
| ------------------------------------------------------- | ----------- | ------------ | ------------ | ---------------------- | -------- | ---------------------------- | ------- | ------ |
| Kelly Catlin Chloé Dygert Sarah Hammer Jennifer Valente | kobiety     | 4:14,286     | 2. Q         | Australia · W 4:12,282 | 2. FA    | Wielka Brytania · P 4:12,454 | srebro  | [ 56 ] |

Keirin
| Zawodnik          | Konkurencja | Runda 1 | Runda 1 | Repesaż | Repesaż | Runda 2 | Runda 2 | Finał  | Finał   | Źródło |
| Zawodnik          | Konkurencja | Strata  | Pozycja | Strata  | Pozycja | Strata  | Pozycja | Strata | Pozycja | Źródło |
| ----------------- | ----------- | ------- | ------- | ------- | ------- | ------- | ------- | ------ | ------- | ------ |
| Matthew Baranoski | mężczyźni   | + 0,237 | 5. AR   | + 0,640 | 3.      | NQ      | NQ      | NQ     | NQ      | [ 57 ] |

Omnium
| Zawodnik     | Konkurencja | Okrążenie start lotny | Okrążenie start lotny | Okrążenie start lotny | Wyścig punktowy | Wyścig punktowy | Wyścig eliminacyjny | Wyścig eliminacyjny | Wyścig na dochodzenie | Wyścig na dochodzenie | Wyścig na dochodzenie | Scratch | Scratch | Wyścig czasowy | Wyścig czasowy | Wyścig czasowy | Suma punktów | Pozycja | Źródło |
| Zawodnik     | Konkurencja | Czas                  | Miejsce               | Punkty                | Punkty          | Miejsce         | Punkty              | Miejsce             | Czas                  | Miejsce               | Punkty                | Miejsce | Punkty  | Czas           | Miejsce        | Punkty         | Suma punktów | Pozycja | Źródło |
| ------------ | ----------- | --------------------- | --------------------- | --------------------- | --------------- | --------------- | ------------------- | ------------------- | --------------------- | --------------------- | --------------------- | ------- | ------- | -------------- | -------------- | -------------- | ------------ | ------- | ------ |
| Sarah Hammer | kobiety     | 14,081                | 5.                    | 32                    | 34              | 6.              | 36                  | 3.                  | 3:26,988              | 2.                    | 38                    | 4.      | 34      | 35,366         | 5.             | 32             | 206          | srebro  | [ 58 ] |
| Bobby Lea    | mężczyźni   | 13,416                | 12.                   | 18                    | -40             | DNF             | 20                  | 11.                 | 4:23,942              | 8.                    | 26                    | 17.     | 8       | 1:05,339       | 14.            | 14             | 46           | 17.     | [ 59 ] |

### Koszykówka

#### Turniej mężczyzn
- Reprezentacja mężczyzn

Trener: Mike Krzyzewski
| - Jimmy Butler - Kevin Durant - DeAndre Jordan - Kyle Lowry - Harrison Barnes - DeMar DeRozan |  | - Kyrie Irving - Klay Thompson - DeMarcus Cousins - Paul George - Draymond Green - Carmelo Anthony |

Źródło:
Grupa A
| Miejsce | Drużyna           | Mecze | Punkty | Zwyc. | Por. | Kosze   |
| ------- | ----------------- | ----- | ------ | ----- | ---- | ------- |
| 1.      | Stany Zjednoczone | 5     | 10     | 5     | 0    | 524-407 |
| 2.      | Australia         | 5     | 9      | 4     | 1    | 444-368 |
| 3.      | Francja           | 5     | 8      | 3     | 2    | 423-378 |
| 4.      | Serbia            | 5     | 7      | 2     | 3    | 426-387 |
| 5.      | Wenezuela         | 5     | 6      | 1     | 4    | 315-444 |
| 6.      | Chiny             | 5     | 5      | 0     | 5    | 318-466 |

| 6 sierpnia 201619:00 | Chiny                                      | 62:119(10:30, 20:29, 17:32, 15:28) | Stany Zjednoczone                                       | Carioca Arena 1, Rio de Janeiro Widzów: 10 622 Sędzia: * Stephen Seibel - Oļegs Latiševs - Sreten Radović |
| 6 sierpnia 201619:00 | Pkt:Yi 25 Zb:Yi, Zhao po 6 każdy As:Zhao 5 | 62:119(10:30, 20:29, 17:32, 15:28) | Pkt:Durant 25 Zb:Anthony, Jordan po 7 każdy As:Durant 6 | Carioca Arena 1, Rio de Janeiro Widzów: 10 622 Sędzia: * Stephen Seibel - Oļegs Latiševs - Sreten Radović |

| 8 sierpnia 201619:00 | Stany Zjednoczone                    | 113:69(18:18, 30:8, 27:25, 38:18) | Wenezuela                             | Carioca Arena 1, Rio de Janeiro Widzów: 10 572 Sędzia: * Eddie Viator - Scott Beker - Damir Javor |
| 8 sierpnia 201619:00 | Pkt:George 20 Zb:Jordan 9 As:Lowry 9 | 113:69(18:18, 30:8, 27:25, 38:18) | Pkt:Cox 19 Zb:Echenique 7 As:Vargas 5 | Carioca Arena 1, Rio de Janeiro Widzów: 10 572 Sędzia: * Eddie Viator - Scott Beker - Damir Javor |

| 10 sierpnia 201619:00 | Australia                                       | 88:98(29:29, 25:20, 13:21, 21:28) | Stany Zjednoczone                                         | Carioca Arena 1, Rio de Janeiro Widzów: 10 957 Sędzia: * Christos Christodoulou - Juan Carlos Gonzalez - Robert Lottermoser |
| 10 sierpnia 201619:00 | Pkt:Mills 30 Zb:Dellavedova 6 As:Dellavedova 11 | 88:98(29:29, 25:20, 13:21, 21:28) | Pkt:Anthony 31 Zb:Anthony, Cousins po 8 każdy As:Irving 5 | Carioca Arena 1, Rio de Janeiro Widzów: 10 957 Sędzia: * Christos Christodoulou - Juan Carlos Gonzalez - Robert Lottermoser |

| 12 sierpnia 201619:00 | Stany Zjednoczone                                       | 94:91(27:15, 23:26, 22:21, 22:29) | Serbia                                | Carioca Arena 1, Rio de Janeiro Widzów: 11 413 Sędzia: * Stephen Seibel - Guilherme Locatelli - Piotr Pastusiak |
| 12 sierpnia 201619:00 | Pkt:Irving 15 Zb:George 9 As:Cousins, Irving po 5 każdy | 94:91(27:15, 23:26, 22:21, 22:29) | Pkt:Jokić 25 Zb:Jokić 6 As:Teodosić 6 | Carioca Arena 1, Rio de Janeiro Widzów: 11 413 Sędzia: * Stephen Seibel - Guilherme Locatelli - Piotr Pastusiak |

| 14 sierpnia 201614:15 | Stany Zjednoczone                        | 100:97(30:24, 25:22, 26:23, 19:28) | Francja                                                    | Carioca Arena 1, Rio de Janeiro Widzów: 11 302 Sędzia: * Borys Ryzhyk - Damir Javor - Olegs Latisevs |
| 14 sierpnia 201614:15 | Pkt:Thompson 30 Zb:Durant 6 As:Irving 12 | 100:97(30:24, 25:22, 26:23, 19:28) | Pkt:De Colo, Heurtel po 18 każdy Zb:Heurtel 8 As:Heurtel 9 | Carioca Arena 1, Rio de Janeiro Widzów: 11 302 Sędzia: * Borys Ryzhyk - Damir Javor - Olegs Latisevs |

Ćwierćfinał
| 17 sierpnia 201618:45 | Stany Zjednoczone                     | 105:78(25:21, 31:19, 31:21, 18:17) | Argentyna                              | Carioca Arena 1, Rio de Janeiro Widzów: 11 700 Sędzia: * Ilija Belošević - Guilherme Locatelli - Robert Lottermoser |
| 17 sierpnia 201618:45 | Pkt:Durant 27 Zb:George 8 As:Durant 6 | 105:78(25:21, 31:19, 31:21, 18:17) | Pkt:Scola 15 Zb:Scola 10 As:Campazzo 9 | Carioca Arena 1, Rio de Janeiro Widzów: 11 700 Sędzia: * Ilija Belošević - Guilherme Locatelli - Robert Lottermoser |

Półfinał
| 19 sierpnia 201615:30 | Hiszpania                              | 76:82(17:26, 22:19, 18:21, 19:16) | Stany Zjednoczone                                          | Carioca Arena 1, Rio de Janeiro Widzów: 10 455 Sędzia: * Christos Christodoulou - Guilherme Locatelli - José Reyes |
| 19 sierpnia 201615:30 | Pkt:Gasol 23 Zb:Gasol 8 As:Rodríguez 5 | 76:82(17:26, 22:19, 18:21, 19:16) | Pkt:Thompson 22 Zb:Jordan 16 As:Lowry, Thompson po 3 każdy | Carioca Arena 1, Rio de Janeiro Widzów: 10 455 Sędzia: * Christos Christodoulou - Guilherme Locatelli - José Reyes |

Finał
| 21 sierpnia 201615:45 | Serbia                                                    | 66:96(15:19, 14:33, 14:27, 23:17) | Stany Zjednoczone                      | Carioca Arena 1, Rio de Janeiro Widzów: 10 658 Sędzia: * José Reyes - Juan Carlos Gonzalez - Borys Ryzhyk |
| 21 sierpnia 201615:45 | Pkt:Nedović 14 Zb:Jokić 4 As:trzech zawodników po 3 każdy | 66:96(15:19, 14:33, 14:27, 23:17) | Pkt:Durant 30 Zb:Cousins 15 As:Lowry 5 | Carioca Arena 1, Rio de Janeiro Widzów: 10 658 Sędzia: * José Reyes - Juan Carlos Gonzalez - Borys Ryzhyk |

#### Turniej kobiet
- Reprezentacja kobiet

Trener: Geno Auriemma
| - Lindsay Whalen - Seimone Augustus - Sue Bird - Maya Moore - Angel McCoughtry - Breanna Stewart |  | - Tamika Catchings - Elena Delle Donne - Diana Taurasi - Sylvia Fowles - Tina Charles - Brittney Griner |

Źródło:
Grupa B
| Miejsce | Drużyna           | Mecze | Punkty | Zwyc. | Por. | Kosze   |
| ------- | ----------------- | ----- | ------ | ----- | ---- | ------- |
| 1.      | Stany Zjednoczone | 5     | 10     | 5     | 0    | 520-316 |
| 2.      | Hiszpania         | 5     | 9      | 4     | 1    | 387-333 |
| 3.      | Kanada            | 5     | 8      | 3     | 2    | 340-347 |
| 4.      | Serbia            | 5     | 7      | 2     | 3    | 385-406 |
| 5.      | Chiny             | 5     | 6      | 1     | 4    | 371-428 |
| 6.      | Senegal           | 5     | 5      | 0     | 5    | 309-482 |

| 7 sierpnia 201612:00 | Stany Zjednoczone                                                       | 121:56(35:9, 29:12, 30:17, 27:18) | Senegal                                              | Arena de Deodoro, Rio de Janeiro Widzów: 2 219 Sędzia: * Juan Carlos García - Carlos Júlio - Anne Panther |
| 7 sierpnia 201612:00 | Pkt:trzy zawodniczki po 15 każda Zb:Fowles, Griner po 7 każda As:Bird 8 | 121:56(35:9, 29:12, 30:17, 27:18) | Pkt:Dieng 10 Zb:Diarra, Traoré po 5 każda As:Dieng 4 | Arena de Deodoro, Rio de Janeiro Widzów: 2 219 Sędzia: * Juan Carlos García - Carlos Júlio - Anne Panther |

| 8 sierpnia 201612:00 | Hiszpania                                | 63:103(14:29, 23:25, 14:20, 12:29) | Stany Zjednoczone                                       | Arena de Deodoro, Rio de Janeiro Widzów: 2 073 Sędzia: * Christos Christodoulou - Sreten Radović - Ahmed Al-Bulushi |
| 8 sierpnia 201612:00 | Pkt:Torrens 20 Zb:Ndour 8 As:Domínguez 3 | 63:103(14:29, 23:25, 14:20, 12:29) | Pkt:Taurasi 13 Zb:Charles 6 As:Bird, Charles po 5 każda | Arena de Deodoro, Rio de Janeiro Widzów: 2 073 Sędzia: * Christos Christodoulou - Sreten Radović - Ahmed Al-Bulushi |

| 10 sierpnia 201615:30 | Stany Zjednoczone                        | 110:84(31:21, 25:13, 28:27, 26:23) | Serbia                                                                    | Arena de Deodoro, Rio de Janeiro Widzów: 2 490 Sędzia: * Piotr Pastusiak - Scott Beker - Nadege Zouzou |
| 10 sierpnia 201615:30 | Pkt:Taurasi 25 Zb:Charles 8 As:Taurasi 6 | 110:84(31:21, 25:13, 28:27, 26:23) | Pkt:trzy zawodniczki 15 Zb:Dabović 5 As:A. Dabović, M. Dabović po 4 każda | Arena de Deodoro, Rio de Janeiro Widzów: 2 490 Sędzia: * Piotr Pastusiak - Scott Beker - Nadege Zouzou |

| 12 sierpnia 201615:30 | Kanada                                                          | 51:81(31:24, 25:13, 28:27, 26:23) | Stany Zjednoczone                                   | Arena de Deodoro, Rio de Janeiro Widzów: 3 138 Sędzia: * Eddie Viator - Vaughan Mayberry - Ahmed Al-Bulushi |
| 12 sierpnia 201615:30 | Pkt:Ayim 25 Zb:Raincock-Ekunwe 8 As:Langlois, Tatham po 6 każda | 51:81(31:24, 25:13, 28:27, 26:23) | Pkt:Moore, Taurasi po 12 każda Zb:Moore 8 As:Bird 9 | Arena de Deodoro, Rio de Janeiro Widzów: 3 138 Sędzia: * Eddie Viator - Vaughan Mayberry - Ahmed Al-Bulushi |

| 14 sierpnia 201612:15 | Chiny                          | 62:105(9:32, 17:28, 14:18, 22:27) | Stany Zjednoczone                                       | Arena de Deodoro, Rio de Janeiro Widzów: 2 957 Sędzia: * Ferdinand Pascual - Robert Lottermoser - Chahinaz Boussetta |
| 14 sierpnia 201612:15 | Pkt:Sun 16 Zb:Chen 6 As:Chen 6 | 62:105(9:32, 17:28, 14:18, 22:27) | Pkt:Charles, Griner po 18 każda Zb:Griner 13 As:Moore 8 | Arena de Deodoro, Rio de Janeiro Widzów: 2 957 Sędzia: * Ferdinand Pascual - Robert Lottermoser - Chahinaz Boussetta |

Ćwierćfinał
| 16 sierpnia 201618:45 | Stany Zjednoczone                              | 110:64(30:23, 26:23, 25:13, 29:5) | Japonia                                                        | Arena de Deodoro, Rio de Janeiro Widzów: 7 471 Sędzia: * Carlos Peruga - Duan Zhu - Carlos Júlio |
| 16 sierpnia 201618:45 | Pkt:Moore, Taurasi 19 Zb:Griner 7 As:Charles 5 | 110:64(30:23, 26:23, 25:13, 29:5) | Pkt:Tokashiki 14 Zb:cztery zawodniczki po 3 każda As:Yoshida 8 | Arena de Deodoro, Rio de Janeiro Widzów: 7 471 Sędzia: * Carlos Peruga - Duan Zhu - Carlos Júlio |

Półfinał
| 18 sierpnia 201619:00 | Francja                                       | 67:86(15:19, 21:21, 8:25, 23:21) | Stany Zjednoczone                       | Arena de Deodoro, Rio de Janeiro Widzów: 8 431 Sędzia: * Ferdinand Pascual - Karen Lasuik - Duan Zhu |
| 18 sierpnia 201619:00 | Pkt:Yacoubou-Dehoui 14 Zb:Gruda 6 As:Michel 3 | 67:86(15:19, 21:21, 8:25, 23:21) | Pkt:Taurasi 18 Zb:Fowles 9 As:Taurasi 4 | Arena de Deodoro, Rio de Janeiro Widzów: 8 431 Sędzia: * Ferdinand Pascual - Karen Lasuik - Duan Zhu |

Finał
| 20 sierpnia 201615:30 | Stany Zjednoczone                                                         | 101:72(21:17, 28:15, 32:17, 20:23) | Hiszpania                                                               | Arena de Deodoro, Rio de Janeiro Widzów: 9 586 Sędzia: * Eddie Viator - Piotr Pastusiak - Hwang In-tae |
| 20 sierpnia 201615:30 | Pkt:Whalen, Taurasi po 17 każda Zb:Charles, Griner po 7 każda As:Whalen 6 | 101:72(21:17, 28:15, 32:17, 20:23) | Pkt:Torrens 18 Zb:Torrens, Ndour po 5 każda As:Torrens, Cruz po 4 każda | Arena de Deodoro, Rio de Janeiro Widzów: 9 586 Sędzia: * Eddie Viator - Piotr Pastusiak - Hwang In-tae |

### Lekkoatletyka
Mężczyźni
| Zawodnik                                                                                             | Konkurencja                   | Eliminacje | Eliminacje | Ćwierćfinał | Ćwierćfinał | Półfinał | Półfinał | Finał    | Finał   | Źródło |
| Zawodnik                                                                                             | Konkurencja                   | Wynik      | Miejsce    | Wynik       | Miejsce     | Wynik    | Miejsce  | Wynik    | Miejsce | Źródło |
| --- | ----------------------------- | ---------- | ---------- | ----------- | ----------- | -------- | -------- | -------- | ------- | ------ |
| Marvin Bracy                                                                                         | bieg na 100 m                 | BYE        | BYE        | 10,16       | 15. q       | 10,08    | 14.      | NQ       | NQ      | [ 78 ] |
| Trayvon Bromell                                                                                      | bieg na 100 m                 | BYE        | BYE        | 10,13       | 8. Q        | 10,01    | 7. q     | 10,06    | 8.      | [ 78 ] |
| Justin Gatlin                                                                                        | bieg na 100 m                 | BYE        | BYE        | 10,01       | 1. Q        | 9,94     | 3. Q     | 9,89     | srebro  | [ 78 ] |
| Justin Gatlin                                                                                        | bieg na 200 m                 | 20,42      | 25. Q      | —           | —           | 20,13    | 9.       | NQ       | NQ      | [ 79 ] |
| Ameer Webb                                                                                           | bieg na 200 m                 | 20,31      | 19. q      | —           | —           | 20,43    | 19.      | NQ       | NQ      | [ 79 ] |
| LaShawn Merritt                                                                                      | bieg na 200 m                 | 20,15      | 4. Q       | —           | —           | 19,94    | 3. Q     | 20,19    | 6.      | [ 79 ] |
| LaShawn Merritt                                                                                      | bieg na 400 m                 | 45,28      | 11. Q      | —           | —           | 44,21    | 2. Q     | 43,85    | brąz    | [ 80 ] |
| Gil Roberts                                                                                          | bieg na 400 m                 | 45,27      | 10. Q      | —           | —           | 44,65    | 9.       | NQ       | NQ      | [ 80 ] |
| David Verburg                                                                                        | bieg na 400 m                 | 45,48      | 15. q      | —           | —           | 45,61    | 20.      | NQ       | NQ      | [ 80 ] |
| Boris Berian                                                                                         | bieg na 800 m                 | 1:45,87    | 6. Q       | —           | —           | 1:44,56  | 6. Q     | 1:46,15  | 8.      | [ 81 ] |
| Charles Jock                                                                                         | bieg na 800 m                 | 1:47,06    | 24.        | —           | —           | NQ       | NQ       | NQ       | NQ      | [ 81 ] |
| Clayton Murphy                                                                                       | bieg na 800 m                 | 1:46,18    | 12. q      | —           | —           | 1:44,30  | 4. Q     | 1:42,93  | brąz    | [ 81 ] |
| Robby Andrews                                                                                        | bieg na 1500 m                | 3:46,97    | 27. Q      | —           | —           | DSQ      | DSQ      | NQ       | NQ      | [ 82 ] |
| Ben Blankenship                                                                                      | bieg na 1500 m                | 3:38,92    | 9. q       | —           | —           | 3:39,99  | 7. Q     | 3:51,09  | 8.      | [ 82 ] |
| Matthew Centrowitz                                                                                   | bieg na 1500 m                | 3:39,31    | 15. Q      | —           | —           | 3:39,61  | 3. Q     | 3:50,00  | złoto   | [ 82 ] |
| Paul Chelimo                                                                                         | bieg na 5000 m                | 13:19,54   | 1. Q       | —           | —           | —        | —        | 13:03,90 | srebro  | [ 83 ] |
| Bernard Lagat                                                                                        | bieg na 5000 m                | 13:26,02   | 17. Q      | —           | —           | —        | —        | 13:06,78 | 5.      | [ 83 ] |
| Hassan Mead                                                                                          | bieg na 5000 m                | 13:34,27   | 29.        | —           | —           | —        | —        | NQ       | NQ      | [ 83 ] |
| Shadrack Kipchirchir                                                                                 | bieg na 10 000 m              | —          | —          | —           | —           | —        | —        | 27:58,32 | 19.     | [ 84 ] |
| Leonard Korir                                                                                        | bieg na 10 000 m              | —          | —          | —           | —           | —        | —        | 27:35,65 | 14.     | [ 84 ] |
| Galen Rupp                                                                                           | bieg na 10 000 m              | —          | —          | —           | —           | —        | —        | 27:08,92 | 5.      | [ 84 ] |
| Mebrahtom Keflezighi                                                                                 | maraton                       | —          | —          | —           | —           | —        | —        | 2:16:46  | 33.     | [ 85 ] |
| Galen Rupp                                                                                           | maraton                       | —          | —          | —           | —           | —        | —        | 2:10:05  | brąz    | [ 85 ] |
| Jared Ward                                                                                           | maraton                       | —          | —          | —           | —           | —        | —        | 2:11:30  | 6.      | [ 85 ] |
| Devon Allen                                                                                          | bieg na 110 m przez płotki    | 13,41      | 7. Q       | —           | —           | 13,36    | 6. q     | 13,31    | 5.      | [ 86 ] |
| Ronnie Ash                                                                                           | bieg na 110 m przez płotki    | 13,31      | 2. Q       | —           | —           | 13,36    | 6. Q     | DSQ      | DSQ     | [ 86 ] |
| Jeff Porter                                                                                          | bieg na 110 m przez płotki    | 13,50      | 8. Q       | —           | —           | 13,45    | 10.      | NQ       | NQ      | [ 86 ] |
| Kerron Clement                                                                                       | bieg na 400 m przez płotki    | 49,17      | 16. Q      | —           | —           | 48,26    | 1. Q     | 47,73    | złoto   | [ 87 ] |
| Byron Robinson                                                                                       | bieg na 400 m przez płotki    | 48,98      | 12. Q      | —           | —           | 48,65    | 8.       | NQ       | NQ      | [ 87 ] |
| Michael Tinsley                                                                                      | bieg na 400 m przez płotki    | 50,18      | 37.        | —           | —           | NQ       | NQ       | NQ       | NQ      | [ 87 ] |
| Hillary Bor                                                                                          | bieg na 3000 m z przeszkodami | 8:25,01    | 6. Q       | —           | —           | —        | —        | 8:22,74  | 9.      | [ 88 ] |
| Donald Cabral                                                                                        | bieg na 3000 m z przeszkodami | 8:21,96    | 3. Q       | —           | —           | —        | —        | 8:25,81  | 10.     | [ 88 ] |
| Evan Jager                                                                                           | bieg na 3000 m z przeszkodami | 8:25,86    | 9. Q       | —           | —           | —        | —        | 8:04,28  | srebro  | [ 88 ] |
| Trayvon Bromell Justin Gatlin Tyson Gay Michael Rodgers Christian Coleman (el.) Jarrion Lawson (el.) | sztafeta 4 × 100 m            | 37,65      | 1. Q       | —           | —           | —        | —        | DSQ      | DSQ     | [ 89 ] |
| Arman Hall Tony McQuay LaShawn Merritt Gil Roberts Kyle Clemons (el.) David Verburg (el.)            | sztafeta 4 × 400 m            | 2:58,38    | 2. Q       | —           | —           | —        | —        | 2:57,30  | złoto   | [ 90 ] |
| John Nunn                                                                                            | chód na 50 km                 | —          | —          | —           | —           | —        | —        | 4:16:12  | 43.     | [ 91 ] |

| Zawodnik         | Konkurencja    | Kwalifikacje | Kwalifikacje | Finał | Finał   | Źródło |
| Zawodnik         | Konkurencja    | Wynik        | Miejsce      | Wynik | Miejsce | Źródło |
| ---------------- | -------------- | ------------ | ------------ | ----- | ------- | ------ |
| Bradley Adkins   | skok wzwyż     | 2,26         | 21.          | NQ    | NQ      | [ 92 ] |
| Erik Kynard      | skok wzwyż     | 2,29         | =5. q        | 2,33  | 6.      | [ 92 ] |
| Ricky Robertson  | skok wzwyż     | 2,26         | 17.          | NQ    | NQ      | [ 92 ] |
| Logan Cunningham | skok o tyczce  | 5,30         | =28.         | NQ    | NQ      | [ 93 ] |
| Sam Kendricks    | skok o tyczce  | 5,70         | 1. q         | 5,85  | brąz    | [ 93 ] |
| Cale Simmons     | skok o tyczce  | 5,30         | =28.         | NQ    | NQ      | [ 93 ] |
| Mike Hartfield   | skok w dal     | 7,66         | 25.          | NQ    | NQ      | [ 94 ] |
| Jeff Henderson   | skok w dal     | 8,20         | 2. Q         | 8,38  | złoto   | [ 94 ] |
| Jarrion Lawson   | skok w dal     | 7,99         | 7. q         | 8,25  | 4.      | [ 94 ] |
| Chris Benard     | trójskok       | 16,55        | 16.          | NQ    | NQ      | [ 95 ] |
| Will Claye       | trójskok       | 17,05        | 3. Q         | 17,76 | srebro  | [ 95 ] |
| Christian Taylor | trójskok       | 17,24        | 1. Q         | 17,86 | złoto   | [ 95 ] |
| Ryan Crouser     | pchnięcie kulą | 21,59        | 1. Q         | 22,52 | złoto   | [ 96 ] |
| Darrell Hill     | pchnięcie kulą | 19,56        | 23.          | NQ    | NQ      | [ 96 ] |
| Joe Kovacs       | pchnięcie kulą | 20,73        | 5. Q         | 21,78 | srebro  | [ 96 ] |
| Tavis Bailey     | rzut dyskiem   | 59,81        | 26.          | NQ    | NQ      | [ 97 ] |
| Andrew Evans     | rzut dyskiem   | 61,87        | 16.          | NQ    | NQ      | [ 97 ] |
| Mason Finley     | rzut dyskiem   | 63,68        | 6. q         | 62,05 | 11.     | [ 97 ] |
| Kibwe Johnson    | rzut młotem    | NM           | –            | NQ    | NQ      | [ 98 ] |
| Conor McCullough | rzut młotem    | 72,88        | 16.          | NQ    | NQ      | [ 98 ] |
| Rudy Winkler     | rzut młotem    | 71,89        | 18.          | NQ    | NQ      | [ 98 ] |
| Sam Crouser      | rzut oszczepem | 73,78        | 34.          | NQ    | NQ      | [ 99 ] |
| Sean Furey       | rzut oszczepem | 72,61        | 35.          | NQ    | NQ      | [ 99 ] |
| Cyrus Hostetler  | rzut oszczepem | 79,76        | 20.          | NQ    | NQ      | [ 99 ] |

Dziesięciobój
| Zawodnik     | Konkurencja | 100 m | LJ   | SP    | HJ   | 400 m | 110H  | DT    | PV   | JT    | 1500 m  | Wynik | Pozycja | Źródło  |
| ------------ | ----------- | ----- | ---- | ----- | ---- | ----- | ----- | ----- | ---- | ----- | ------- | ----- | ------- | ------- |
| Ashton Eaton | Rezultat    | 10,46 | 7,94 | 14,73 | 2,01 | 46,07 | 13,80 | 45,49 | 5,20 | 59,77 | 4:23,33 | 8893  | złoto   | [ 100 ] |
| Ashton Eaton | Punkty      | 985   | 1045 | 773   | 813  | 1005  | 1000  | 777   | 972  | 734   | 789     | 8893  | złoto   | [ 100 ] |
| Jeremy Taiwo | Rezultat    | 11,01 | 7,45 | 14,92 | 2,19 | 48,78 | 14,57 | 39,91 | 5,00 | 51,29 | 4:21,96 | 8300  | 11.     | [ 100 ] |
| Jeremy Taiwo | Punkty      | 858   | 922  | 785   | 982  | 872   | 902   | 663   | 910  | 608   | 798     | 8300  | 11.     | [ 100 ] |
| Zach Ziemek  | Rezultat    | 10,71 | 7,49 | 13,44 | 2,10 | 49,83 | 14,77 | 49,42 | 5,20 | 60,92 | 4:42,97 | 8392  | 7.      | [ 100 ] |
| Zach Ziemek  | Punkty      | 926   | 932  | 694   | 896  | 822   | 878   | 858   | 972  | 752   | 662     | 8392  | 7.      | [ 100 ] |

Kobiety
| Zawodniczka | Konkurencja                   | Eliminacje | Eliminacje | Ćwierćfinał | Ćwierćfinał | Półfinał | Półfinał | Finał    | Finał   | Źródło  |
| Zawodniczka | Konkurencja                   | Wynik      | Miejsce    | Wynik       | Miejsce     | Wynik    | Miejsce  | Wynik    | Miejsce | Źródło  |
| --- | ----------------------------- | ---------- | ---------- | ----------- | ----------- | -------- | -------- | -------- | ------- | ------- |
| Tianna Bartoletta                                                                                               | bieg na 100 m                 | BYE        | BYE        | 11,23       | 12. Q       | 11,00    | 14.      | NQ       | NQ      | [ 101 ] |
| English Gardner                                                                                                 | bieg na 100 m                 | BYE        | BYE        | 11,09       | 5. Q        | 10,90    | =3. Q    | 10,94    | 6.      | [ 101 ] |
| Tori Bowie | bieg na 100 m                 | BYE        | BYE        | 11,13       | 6. Q        | 10,90    | =3. Q    | 10,83    | srebro  | [ 101 ] |
| Tori Bowie | bieg na 200 m                 | 22,47      | 3. Q       | —           | —           | 22,13    | 2. Q     | 22,15    | brąz    | [ 102 ] |
| Jenna Prandini                                                                                                  | bieg na 200 m                 | 22,62      | 8. Q       | —           | —           | 22,55    | 10.      | NQ       | NQ      | [ 102 ] |
| Deajah Stevens                                                                                                  | bieg na 200 m                 | 22,45      | 2. Q       | —           | —           | 22,38    | 6. q     | 22,65    | 7.      | [ 102 ] |
| Allyson Felix                                                                                                   | bieg na 400 m                 | 51,24      | 6. Q       | —           | —           | 49,67    | 1. Q     | 49,51    | srebro  | [ 103 ] |
| Phyllis Francis                                                                                                 | bieg na 400 m                 | 50,58      | 1. Q       | —           | —           | 50,31    | 5. Q     | 50,41    | 5.      | [ 103 ] |
| Natasha Hastings                                                                                                | bieg na 400 m                 | 51,31      | 9. Q       | —           | —           | 49,90    | 3. Q     | 50,34    | 4.      | [ 103 ] |
| Kate Grace | bieg na 800 m                 | 1:59,96    | 16. q      | —           | —           | 1:58,79  | 3. q     | 1:59,57  | 8.      | [ 104 ] |
| Chrishuna Williams                                                                                              | bieg na 800 m                 | 2:01,19    | 35.        | —           | —           | NQ       | NQ       | NQ       | NQ      | [ 104 ] |
| Ajeé Wilson | bieg na 800 m                 | 1:59,44    | 7. Q       | —           | —           | 1:59,75  | 12.      | NQ       | NQ      | [ 104 ] |
| Brenda Martinez                                                                                                 | bieg na 1500 m                | 4:11,74    | 26. Q      | —           | —           | 4:10,41  | 21.      | NQ       | NQ      | [ 105 ] |
| Shannon Rowbury                                                                                                 | bieg na 1500 m                | 3:38,92    | 2. Q       | —           | —           | 4:04,46  | 6. Q     | 4::11,05 | 4.      | [ 105 ] |
| Jennifer Simpson                                                                                                | bieg na 1500 m                | 4:06,99    | 10. Q      | —           | —           | 4:05,07  | 7. Q     | 4:10,53  | brąz    | [ 105 ] |
| Kim Conley | bieg na 5000 m                | 15:36,00   | 23.        | —           | —           | —        | —        | NQ       | NQ      | [ 106 ] |
| Abbey D’Agostino                                                                                                | bieg na 5000 m                | 117:10,02  | 30. q      | —           | —           | —        | —        | DNS      | DNS     | [ 106 ] |
| Shelby Houlihan                                                                                                 | bieg na 5000 m                | 15,19,76   | 10. Q      | —           | —           | —        | —        | 15:08,89 | 11.     | [ 106 ] |
| Marielle Hall                                                                                                   | bieg na 10 000 m              | —          | —          | —           | —           | —        | —        | 32:39,32 | 33.     | [ 107 ] |
| Molly Huddle | bieg na 10 000 m              | —          | —          | —           | —           | —        | —        | 30:13,17 | 6.      | [ 107 ] |
| Emily Infeld | bieg na 10 000 m              | —          | —          | —           | —           | —        | —        | 31:26,94 | 11.     | [ 107 ] |
| Amy Hastings | maraton                       | —          | —          | —           | —           | —        | —        | 2:28:25  | 9.      | [ 108 ] |
| Shalane Flanagan                                                                                                | maraton                       | —          | —          | —           | —           | —        | —        | 2:25:26  | 6.      | [ 108 ] |
| Desiree Linden                                                                                                  | maraton                       | —          | —          | —           | —           | —        | —        | 2:26:08  | 7.      | [ 108 ] |
| Nia Ali | bieg na 100 m przez płotki    | 12,76      | 6. Q       | —           | —           | 12,65    | 4. Q     | 12,59    | srebro  | [ 109 ] |
| Kristi Castlin                                                                                                  | bieg na 100 m przez płotki    | 12,68      | 2. Q       | —           | —           | 12,63    | 2. Q     | 12,61    | brąz    | [ 109 ] |
| Brianna Rollins                                                                                                 | bieg na 100 m przez płotki    | 12,54      | 1. Q       | —           | —           | 12,47    | 1. Q     | 12,48    | złoto   | [ 109 ] |
| Sydney McLaughlin                                                                                               | bieg na 400 m przez płotki    | 56,32      | 21. q      | —           | —           | 56,22    | 17.      | NQ       | NQ      | [ 110 ] |
| Dalilah Muhammad                                                                                                | bieg na 400 m przez płotki    | 55,33      | 4. Q       | —           | —           | 53,89    | 1. Q     | 53,13    | złoto   | [ 110 ] |
| Ashley Spencer                                                                                                  | bieg na 400 m przez płotki    | 55,12      | 5. Q       | —           | —           | 54,87    | 4. Q     | 53,72    | brąz    | [ 110 ] |
| Emma Coburn | bieg na 3000 m z przeszkodami | 9:18,12    | 3. Q       | —           | —           | —        | —        | 9:07,63  | brąz    | [ 111 ] |
| Courtney Frerichs                                                                                               | bieg na 3000 m z przeszkodami | 9:27,02    | 12. Q      | —           | —           | —        | —        | 9:22,87  | 11.     | [ 111 ] |
| Colleen Quigley                                                                                                 | bieg na 3000 m z przeszkodami | 9:21,82    | 8. q       | —           | —           | —        | —        | 9:21,10  | 8.      | [ 111 ] |
| Tianna Bartoletta Tori Bowie Allyson Felix English Gardner ChrisMorolake Akinosun (el.)                         | sztafeta 4 × 100 m            | 41,77      | 1. q       | —           | —           | —        | —        | 41,01    | złoto   | [ 113 ] |
| Allyson Felix Phyllis Francis Natasha Hastings Courtney Okolo Taylor Ellis-Watson (el.) Francena McCorory (el.) | sztafeta 4 × 400 m            | 3:21,42    | 2. Q       | —           | —           | —        | —        | 3:19,06  | złoto   | [ 114 ] |
| Miranda Melville                                                                                                | chód na 20 km                 | —          | —          | —           | —           | —        | —        | 1:35:48  | 34.     | [ 115 ] |
| Maria Michta-Coffey                                                                                             | chód na 20 km                 | —          | —          | —           | —           | —        | —        | 1:33:36  | 22.     | [ 115 ] |

| Zawodniczka          | Konkurencja    | Kwalifikacje | Kwalifikacje | Finał | Finał   | Źródło  |
| Zawodniczka          | Konkurencja    | Wynik        | Miejsce      | Wynik | Miejsce | Źródło  |
| -------------------- | -------------- | ------------ | ------------ | ----- | ------- | ------- |
| Vashti Cunningham    | skok wzwyż     | 1,94         | =14. Q       | 1,88  | 13.     | [ 116 ] |
| Chaunté Howard       | skok wzwyż     | 1,94         | =1. Q        | 1,97  | 4.      | [ 116 ] |
| Inika McPherson      | skok wzwyż     | 1,94         | =1. Q        | 1,93  | 10.     | [ 116 ] |
| Sandi Morris         | skok o tyczce  | 4,45         | =8. q        | 4,85  | srebro  | [ 117 ] |
| Jennifer Suhr        | skok o tyczce  | 4,50         | =2. Q        | 4,60  | =7.     | [ 117 ] |
| Lexi Weeks           | skok o tyczce  | 4,45         | =19.         | NQ    | NQ      | [ 117 ] |
| Tianna Bartoletta    | skok w dal     | 5,70         | 5. q         | 7,17  | złoto   | [ 118 ] |
| Janay DeLoach Soukup | skok w dal     | 6,50         | 13.          | NQ    | NQ      | [ 118 ] |
| Brittney Reese       | skok w dal     | 6,78         | 3. q         | 7,15  | srebro  | [ 118 ] |
| Christina Epps       | trójskok       | 14,01        | 15.          | NQ    | NQ      | [ 119 ] |
| Andrea Geubelle      | trójskok       | 13,93        | 21.          | NQ    | NQ      | [ 119 ] |
| Keturah Orji         | trójskok       | 14,08        | 12. q        | 17,71 | 4.      | [ 119 ] |
| Michelle Carter      | pchnięcie kulą | 19,01        | 3. Q         | 20,63 | złoto   | [ 120 ] |
| Felisha Johnson      | pchnięcie kulą | 17,69        | 14.          | NQ    | NQ      | [ 120 ] |
| Raven Saunders       | pchnięcie kulą | 18,83        | 4. Q         | 19,35 | 5.      | [ 120 ] |
| Whitney Ashley       | rzut dyskiem   | NM           | –            | NQ    | NQ      | [ 121 ] |
| Kelsey Card          | rzut dyskiem   | 56,41        | 25.          | NQ    | NQ      | [ 121 ] |
| Shelbi Vaughan       | rzut dyskiem   | 53,33        | 29.          | NQ    | NQ      | [ 121 ] |
| Gwen Berry           | rzut młotem    | 69,90        | 14.          | NQ    | NQ      | [ 122 ] |
| Amber Campbell       | rzut młotem    | 71,09        | 8. q         | 72,74 | 6.      | [ 122 ] |
| DeAnna Price         | rzut młotem    | 70,79        | 9. q         | 70,95 | 8.      | [ 122 ] |
| Brittany Borman      | rzut oszczepem | 56,04        | 27.          | NQ    | NQ      | [ 123 ] |
| Maggie Malone        | rzut oszczepem | 56,47        | 25.          | NQ    | NQ      | [ 123 ] |
| Kara Winger          | rzut oszczepem | 61,02        | 13.          | NQ    | NQ      | [ 123 ] |

Siedmiobój
| Zawodniczka         | Konkurencja | 100H  | HJ   | SP    | 200 m | LJ   | JT    | 800 m   | Wynik | Pozycja | Źródło  |
| ------------------- | ----------- | ----- | ---- | ----- | ----- | ---- | ----- | ------- | ----- | ------- | ------- |
| Heather Miller-Koch | Rezultat    | 13,56 | 1,80 | 12,91 | 24,97 | 6,16 | 40,25 | 2:06,82 | 6213  | 18.     | [ 124 ] |
| Heather Miller-Koch | Punkty      | 1041  | 978  | 721   | 890   | 899  | 672   | 1012    | 6213  | 18.     | [ 124 ] |
| Barbara Nwaba       | Rezultat    | 13,81 | 1,83 | 14,81 | 24,77 | 5,81 | 46,85 | 2:11,61 | 6309  | 12.     | [ 124 ] |
| Barbara Nwaba       | Punkty      | 1005  | 1016 | 848   | 908   | 792  | 799   | 941     | 6309  | 12.     | [ 124 ] |
| Kendell Williams    | Rezultat    | 13,04 | 1,83 | 11,21 | 24,09 | 6,31 | 40,93 | 2:16,24 | 6211  | 17.     | [ 124 ] |
| Kendell Williams    | Punkty      | 1118  | 1016 | 609   | 972   | 946  | 685   | 875     | 6211  | 17.     | [ 124 ] |

### Łucznictwo
Mężczyźni
| Zawodnik                                 | Konkurencja   | Runda rankingowa | Runda rankingowa | 1/32             | 1/16             | 1/8              | Ćwierćfinał      | Półfinał                       | Finał/BM               | Finał/BM | Źródło  |
| Zawodnik                                 | Konkurencja   | Punkty           | Rozstawienie     | Przeciwnik Wynik | Przeciwnik Wynik | Przeciwnik Wynik | Przeciwnik Wynik | Przeciwnik Wynik               | Przeciwnik Wynik       | Pozycja  | Źródło  |
| ---------------------------------------- | ------------- | ---------------- | ---------------- | ---------------- | ---------------- | ---------------- | ---------------- | ------------------------------ | ---------------------- | -------- | ------- |
| Brady Ellison                            | indywidualnie | 690              | 2.               | El Ghrari W 6-0  | Kaminski W 6-2   | Garrett W 6-4    | Furukawa W 6-2   | Ku P 5-6                       | van den Berg W 6-2     | 3.       | [ 125 ] |
| Zach Garrett                             | indywidualnie | 674              | 15.              | Kamaruddin W 6-0 | Duenas W 7-3     | Ellison P 4-6    | NQ               | NQ                             | NQ                     | NQ       | [ 125 ] |
| Jake Kaminski                            | indywidualnie | 660              | 31.              | D’Almeida W 6-4  | Ellison P 2-6    | NQ               | NQ               | NQ                             | NQ                     | NQ       | [ 125 ] |
| Brady Ellison Zach Garrett Jake Kaminski | drużynowo     | 2024             | 2.               | —                | —                | BYE              | Indonezja W 6-2  | Chińska Republika Ludowa W 6-0 | Korea Południowa P 0-6 | 2.       | [ 126 ] |

Kobiety
| Zawodniczka     | Konkurencja   | Runda rankingowa | Runda rankingowa | 1/32                | 1/16                | 1/8                 | Ćwierćfinał         | Półfinał            | Finał/BM            | Finał/BM | Źródło  |
| Zawodniczka     | Konkurencja   | Punkty           | Rozstawienie     | Przeciwniczka Wynik | Przeciwniczka Wynik | Przeciwniczka Wynik | Przeciwniczka Wynik | Przeciwniczka Wynik | Przeciwniczka Wynik | Pozycja  | Źródło  |
| --------------- | ------------- | ---------------- | ---------------- | ------------------- | ------------------- | ------------------- | ------------------- | ------------------- | ------------------- | -------- | ------- |
| Mackenzie Brown | indywidualnie | 641              | 19.              | Mandia W 6-4        | Htwe P 3-7          | NQ                  | NQ                  | NQ                  | NQ                  | NQ       | [ 127 ] |

### Pięciobój nowoczesny
| Zawodnik          | Konkurencja | Szermierka | Szermierka | Szermierka | Pływanie | Pływanie | Pływanie | Jazda konna | Jazda konna | Jazda konna | Kombinacja: strzelanie/bieg przełajowy | Kombinacja: strzelanie/bieg przełajowy | Kombinacja: strzelanie/bieg przełajowy | Suma punktów | Pozycja | Źródło  |
| Zawodnik          | Konkurencja | Wynik      | M.         | Punkty     | Czas     | M.       | Punkty   | Kary        | M.          | Punkty      | Czas                                   | M.                                     | Punkty                                 | Suma punktów | Pozycja | Źródło  |
| ----------------- | ----------- | ---------- | ---------- | ---------- | -------- | -------- | -------- | ----------- | ----------- | ----------- | -------------------------------------- | -------------------------------------- | -------------------------------------- | ------------ | ------- | ------- |
| Nathan Schrimsher | mężczyźni   | 20-15      | 10.        | 220        | 2:00,87  | 7.       | 338      | 18          | 18.         | 282         | 12:01,76                               | 17.                                    | 610                                    | 1450         | 10.     | [ 128 ] |
| Isabella Isaksen  | kobiety     | 20-15      | 8.         | 221        | 2:20,20  | 24.      | 280      | 15          | 18.         | 225         | 14:52,96                               | 33.                                    | 469                                    | 1255         | 25.     | [ 129 ] |
| Margaux Isaksen   | kobiety     | 18-17      | 14.        | 209        | 2:19,91  | 23.      | 281      | 7           | 10.         | 293         | 14:27,90                               | 27.                                    | 497                                    | 1280         | 20.     | [ 129 ] |

### Piłka nożna

#### Turniej kobiet
- Reprezentacja kobiet

Trener: Jill Ellis
| - Hope Solo - Mallory Pugh - Allie Long - Becky Sauerbrunn (k) - Kelley O’Hara - Whitney Engen - Meghan Klingenberg - Julie Johnston - Lindsey Horan |  | - Carli Lloyd (k) - Ali Krieger - Christen Press - Alex Morgan - Morgan Brian - Megan Rapinoe - Crystal Dunn - Tobin Heath - Alyssa Naeher |

Źródło:
Grupa G
| Zespół            | M | Z | R | P | GZ | GS | GR | Pkt |
| ----------------- | - | - | - | - | -- | -- | -- | --- |
| Stany Zjednoczone | 3 | 2 | 1 | 0 | 5  | 2  | +3 | 7   |
| Francja           | 3 | 2 | 0 | 1 | 7  | 1  | +6 | 6   |
| Nowa Zelandia     | 3 | 1 | 0 | 2 | 1  | 5  | -4 | 3   |
| Kolumbia          | 3 | 0 | 1 | 2 | 2  | 7  | -5 | 1   |

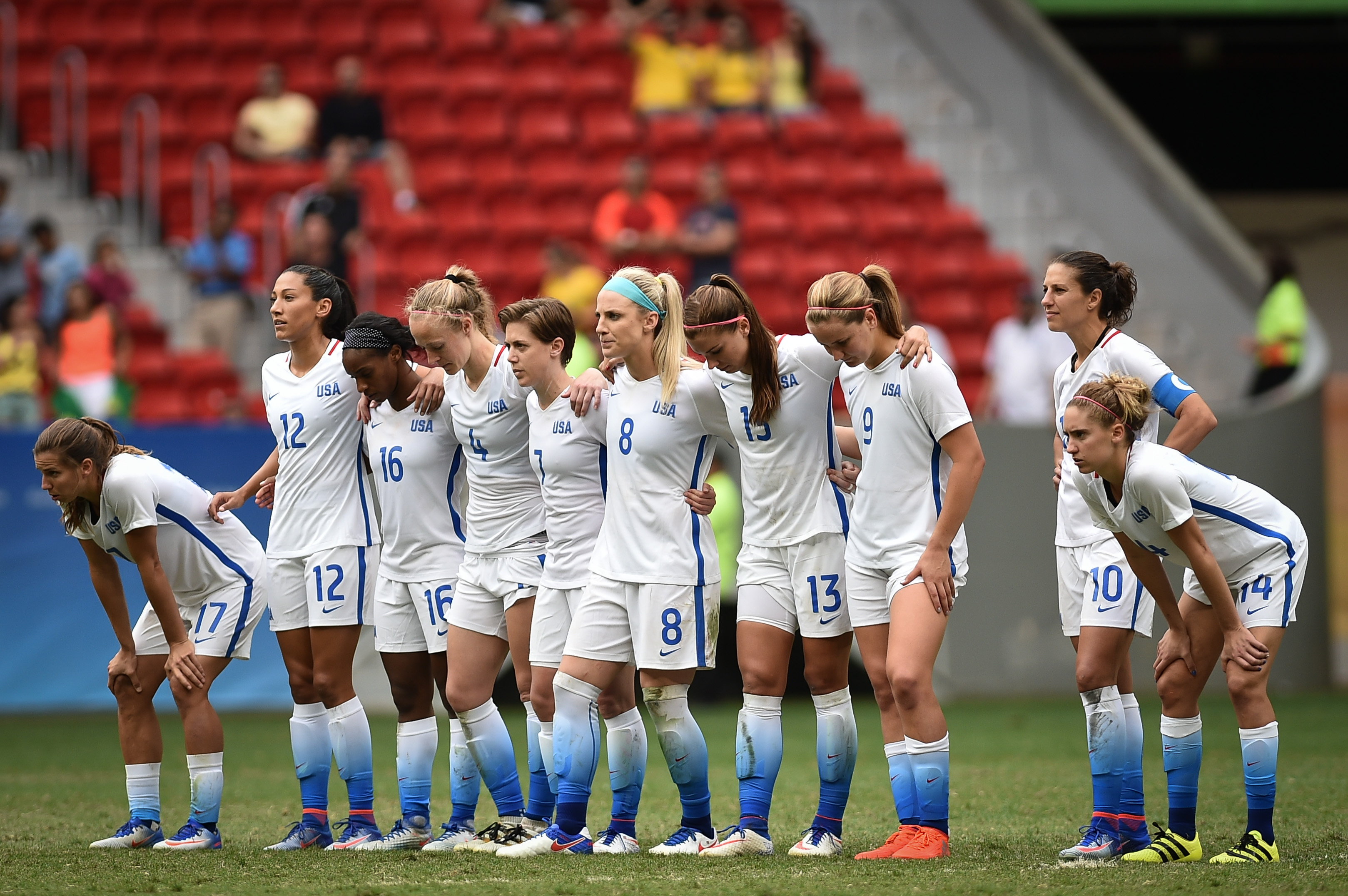
Reprezentantki Stanów Zjednoczonych podczas serii rzutów karnych w ćwierćfinałowym meczu ze Szwecją

| 4 sierpnia 2016 00:00 CET | Stany Zjednoczone · Carli Lloyd 9' · Alex Morgan 46' | 2:0(1:0)Raport | Nowa Zelandia | Estádio Mineirão, Belo Horizonte Widzów: 10 059 Sędzia: Kateryna Monzul |
|                           |                                                      |                |               |                                                                         |

| 6 sierpnia 2016 22:00 CET | Stany Zjednoczone · Carli Lloyd 64' | 1:0(0:0)Raport | Francja | Estádio Mineirão, Belo Horizonte Widzów: 11 782 Sędzia: Claudia Umpierrez |
|                           |                                     |                |         |                                                                           |

| 10 sierpnia 2016 00:00 CET | Kolumbia · Catalina Usme 26', 90' | 2:2(1:1)Raport | Stany Zjednoczone · 41' Crystal Dunn · 59' Mallory Pugh | Arena da Amazônia, Manaus Widzów: 30 557 Sędzia: Teodora Albon |
|                            |                                   |                |                                                         |                                                                |

Ćwierćfinał
| 12 sierpnia 2016 18:00 CET                                                | Stany Zjednoczone · Alex Morgan 77' | 1:1 dogr. k. 3:4(1:1, 0:0, 0:0)Raport                                               | Szwecja · 61' Stina Blackstenius | Estádio Mané Garrincha, Brasília Widzów: 13 892 Sędzia: Anna-Marie Keighley |
|                                                                           |                                     |                                                                                     |                                  |                                                                             |
|                                                                           |                                     | Rzuty karne                                                                         |                                  |                                                                             |
| Alex Morgan · Lindsey Horan · Carli Lloyd · Morgan Brian · Christen Press |                                     | Lotta Schelin · Kosovare Asllani · Linda Sembrant · Caroline Seger · Lisa Dahlkvist |                                  |                                                                             |

### Piłka siatkowa

#### Siatkówka halowa

##### Turniej mężczyzn
- Reprezentacja mężczyzn

Trener: John Speraw
| - Matthew Anderson - Aaron Russell - Taylor Sander - David Lee (K) - Kawika Shoji - William Priddy |  | - Murphy Troy - Thomas Jaeschke - Micah Christenson - Maxwell Holt - David Smith - Erik Shoji (L) |

Źródło:
Grupa A
| Lp. | Drużyna           | Mecze | Mecze   | Mecze   | Pkt | Sety | Sety | Sety  | Małe punkty | Małe punkty | Małe punkty |
| Lp. | Drużyna           | M     | W (3:2) | P (2:3) | Pkt | wyg. | prz. | ratio | zdob.       | str.        | ratio       |
| --- | ----------------- | ----- | ------- | ------- | --- | ---- | ---- | ----- | ----------- | ----------- | ----------- |
| 1   | Włochy            | 5     | 4 (0)   | 1 (0)   | 12  | 13   | 5    | 2.600 | 432         | 375         | 1.152       |
| 2   | Kanada            | 5     | 3 (0)   | 2 (0)   | 9   | 10   | 7    | 1.429 | 378         | 378         | 1.000       |
| 3   | Stany Zjednoczone | 5     | 3 (0)   | 2 (0)   | 9   | 10   | 8    | 1.250 | 419         | 405         | 1.035       |
| 4   | Brazylia          | 5     | 3 (0)   | 2 (0)   | 9   | 11   | 9    | 1.222 | 467         | 442         | 1.057       |
| 5   | Francja           | 5     | 2 (0)   | 3 (0)   | 6   | 8    | 9    | 0.889 | 386         | 367         | 1.052       |
| 6   | Meksyk            | 5     | 0 (0)   | 5 (0)   | 0   | 1    | 15   | 0.067 | 283         | 398         | 0.711       |

Źródło: FIVB
Punktacja: 3:0 i 3:1 – 3 pkt; 3:2 – 2 pkt; 2:3 – 1 pkt; 1:3 i 0:3 – 0 pkt
Zasady ustalania kolejności: 1. liczba zwycięstw; 2. liczba punktów; 3. stosunek setów; 4. stosunek małych punktów; 5. bilans w bezpośrednich meczach
| 7 sierpnia 2016 | Stany Zjednoczone | 0-3 (23-25, 17-25, 23-25) | Kanada | Ginásio do Maracanãzinho, Rio de Janeiro                  |  |
| 9:30            | 0                 | Raport                    | 3      | Widzów: 6875 Sędziowie: Andrey Zenovich Mohammad Shahmiri |  |

| 9 sierpnia 2016 | Włochy | 3-1 (28-26, 20-25, 25-23, 25-23) | Stany Zjednoczone | Ginásio do Maracanãzinho, Rio de Janeiro                   |  |
| 15:00           | 3      | Raport                           | 0                 | Widzów: 6494 Sędziowie: Vladimir Simonović Andrey Zenovich |  |

| 11 sierpnia 2016 | Brazylia | 1-3 (20-25, 23-25, 25-20, 20-25) | Stany Zjednoczone | Ginásio do Maracanãzinho, Rio de Janeiro             |  |
| 22:35            | 0        | Raport                           | 3                 | Widzów: 8779 Sędziowie: Liu Jiang Vladimir Simonović |  |

| 13 sierpnia 2016 | Stany Zjednoczone | 3-1 (25–22, 25–22, 14–25, 25-22) | Francja | Ginásio do Maracanãzinho, Rio de Janeiro              |  |
| 17:05            | 3                 | Raport                           | 0       | Widzów: 6498 Sędziowie: Arturo Di Giacomo Luis Macias |  |

| 15 sierpnia 2016 | Stany Zjednoczone | 3-0 (25–23, 25–11, 25-19) | Meksyk | Ginásio do Maracanãzinho, Rio de Janeiro              |  |
| 11:35            | 3                 | Raport                    | 0      | Widzów: 7963 Sędziowie: Mohammad Shahmiri Piotr Dudek |  |

Ćwierćfinał
| 17 sierpnia 2016 | Stany Zjednoczone | 3-0 (25–23, 25–22, 25-20) | Polska | Ginásio do Maracanãzinho, Rio de Janeiro                  |  |
| 14:00            |                   | Raport                    |        | Widzów: 8278 Sędziowie: Fabrizio Pasquali Andrey Zenovich |  |

Półfinał
| 19 sierpnia 2016 | Włochy | 3-2 (30-28, 26-28, 9-25, 25-22, 15-13) | Stany Zjednoczone | Ginásio do Maracanãzinho, Rio de Janeiro                     |  |
| 13:00            |        | Raport                                 |                   | Widzów: 8153 Sędziowie: Arturo Di Giacomo Hernán Casamiquela |  |

Mecz o 3. miejsce
| 21 sierpnia 2016 | Stany Zjednoczone | 3-2 (23–25, 21–25, 25-19, 25-19, 15-13) | Rosja | Ginásio do Maracanãzinho, Rio de Janeiro            |  |
| 9:30             |                   | Raport                                  |       | Widzów: 6976 Sędziowie: Fabrizio Pasquali Liu Jiang |  |

##### Turniej kobiet
- Reprezentacja kobiet

Trener: Karch Kiraly
| - Alisha Glass - Kayla Banwarth (L) - Courtney Thompson - Rachael Adams - Carli Lloyd - Jordan Larson-Burbach |  | - Kelly Murphy - Christa Harmotto (K) - Kimberly Hill - Foluke Akinradewo - Kelsey Robinson - Karsta Lowe |

Źródło:
Grupa B
| Lp. | Drużyna           | Mecze | Mecze   | Mecze   | Pkt | Sety | Sety | Sety  | Małe punkty | Małe punkty | Małe punkty |
| Lp. | Drużyna           | M     | W (3:2) | P (2:3) | Pkt | wyg. | prz. | ratio | zdob.       | str.        | ratio       |
| --- | ----------------- | ----- | ------- | ------- | --- | ---- | ---- | ----- | ----------- | ----------- | ----------- |
| 1   | Stany Zjednoczone | 5     | 5 (1)   | 0 (0)   | 14  | 15   | 5    | 3.000 | 470         | 400         | 1.175       |
| 2   | Holandia          | 5     | 4 (2)   | 1 (1)   | 11  | 14   | 7    | 2.000 | 455         | 425         | 1.071       |
| 3   | Serbia            | 5     | 3 (0)   | 2 (1)   | 10  | 12   | 6    | 2.000 | 410         | 394         | 1.041       |
| 4   | Chiny             | 5     | 2 (0)   | 3 (1)   | 7   | 9    | 9    | 1.000 | 398         | 389         | 1.023       |
| 5   | Włochy            | 5     | 1 (0)   | 4 (0)   | 3   | 4    | 12   | 0.333 | 351         | 374         | 0.939       |
| 6   | Portoryko         | 5     | 0 (0)   | 5 (0)   | 0   | 0    | 15   | 0.000 | 277         | 379         | 0.731       |

Źródło: rio2016.fivb.com
Punktacja: 3:0 i 3:1 – 3 pkt; 3:2 – 2 pkt; 2:3 – 1 pkt; 1:3 i 0:3 – 0 pkt
Zasady ustalania kolejności: 1. liczba zwycięstw; 2. liczba punktów; 3. stosunek setów; 4. stosunek małych punktów; 5. bilans w bezpośrednich meczach
| 6 sierpnia 2016 | Stany Zjednoczone | 3-0 (25-175, 25-22, 25-17) | Portoryko | Ginásio do Maracanãzinho, Rio de Janeiro             |  |
| 17:05           | 3                 | Raport                     | 0         | Widzów: 6832 Sędziowie: Taoufik Boudaya Kang Joo-hee |  |

| 8 sierpnia 2016 | Stany Zjednoczone | 3-2 (18-25, 25-18, 21-25, 25-20, 15-8) | Holandia | Ginásio do Maracanãzinho, Rio de Janeiro                    |  |
| 15:00           | 2                 | Raport                                 | 1        | Widzów: 5455 Sędziowie: Mohammad Shahmiri Mohammad Shahmiri |  |

| 10 sierpnia 2016 | Stany Zjednoczone | 3-1 (25-17, 21-25, 25-18, 25-19) | Serbia | Ginásio do Maracanãzinho, Rio de Janeiro                      |  |
| 15:00            | 3                 | Raport                           | 0      | Widzów: 7134 Sędziowie: Hernán Casamiquela Rogerio Espicalsky |  |

| 12 sierpnia 2016 | Stany Zjednoczone | 3-1 (25–22, 25–22, 23–25, 25-20) | Włochy | Ginásio do Maracanãzinho, Rio de Janeiro                  |  |
| 15:00            | 3                 | Raport                           | 0      | Widzów: 7243 Sędziowie: Rogerio Espicalsky Denny Cespedes |  |

| 14 sierpnia 2016 | Stany Zjednoczone | 3-1 (22–25, 25–17, 25-19, 25-19) | Chiny | Ginásio do Maracanãzinho, Rio de Janeiro        |  |
| 17:05            | 3                 | Raport                           | 0     | Widzów: 6897 Sędziowie: Heike Kraft Juraj Mokrý |  |

Ćwierćfinał
| 16 sierpnia 2016 | Japonia | 0-3 (16–25, 23–25, 22-25) | Stany Zjednoczone | Ginásio do Maracanãzinho, Rio de Janeiro        |  |
| 14:00            |         | Raport                    |                   | Widzów: 7226 Sędziowie: Paulo Turci Heike Kraft |  |

Półfinał
| 18 sierpnia 2016 | Serbia | 3-2 (20–25, 25–17, 25-21, 16-25, 15-13) | Stany Zjednoczone | Ginásio do Maracanãzinho, Rio de Janeiro             |  |
| 13:00            |        | Raport                                  |                   | Widzów: 5837 Sędziowie: Andrey Zenovich Nasr Shaaban |  |

Mecz o 3. miejsce
| 20 sierpnia 2016 | Holandia | 1-3 (23–25, 27–25, 22-25, 19-25) | Stany Zjednoczone | Ginásio do Maracanãzinho, Rio de Janeiro        |  |
| 13:00            |          | Raport                           |                   | Widzów: 7897 Sędziowie: Paulo Turci Piotr Dudek |  |

#### Siatkówka plażowa
| Zawodnicy                       | Konkurencja | Faza grupowa | Faza grupowa | 1/8 finału                                | Ćwierćfinały                                 | Półfinały                                | Finał                                       | Pozycja | Źródło  |
| Zawodnicy                       | Konkurencja | Przeciwnicy Wynik | Pozycja      | Przeciwnik Wynik                          | Przeciwnik Wynik                             | Przeciwnik Wynik                         | Przeciwnik Wynik                            | Pozycja |         |
| ------------------------------- | ----------- | --- | ------------ | ----------------------------------------- | -------------------------------------------- | ---------------------------------------- | ------------------------------------------- | ------- | ------- |
| Phil Dalhausser Nick Lucena     | mężczyźni   | Grupa C Naceur / Salah W 2:0 (21:17, 21:13) Ontiveros / Virgen W 2:0 (21:14, 21:17) Lupo / Nicolai W 2:1 (21:13, 13:21, 24:22)               | 1. Q         | Huber / Seidl W 2:0 (21:14, 21:15)        | Cerutti / Schmidt P 1:2 (14:21, 21:12, 9:15) | NQ                                       | NQ                                          | NQ      | [ 133 ] |
| Jake Gibb Casey Patterson       | mężczyźni   | Grupa F Pereira / Younousse W 2:0 (21:16, 21:16) Huber / Seidl P 0:2 (18:21, 18:21) Gavira / Allepuz P 1:2 (19:21, 21:16, 7:15)              | 4.           | NQ                                        | NQ                                           | NQ                                       | NQ                                          | NQ      | [ 133 ] |
| Lauren Fendrick Brooke Sweat    | kobiety     | Grupa A Brzostek / Kołosińska P 1:2 (21:14, 13:21, 7:15) Antunes / França P 0:2 (16:21, 13:21) Birłowa / Ukołowa P 1:2 (18:21, 26:24, 13:15) | 4.           | NQ                                        | NQ                                           | NQ                                       | NQ                                          | NQ      | [ 133 ] |
| April Ross Kerri Walsh-Jennings | kobiety     | Grupa C del Solar / Laird W 2:0 (21:14, 21:13) Wang / Yue W 2:0 (21-16, 21:9) Forrer / Vergé-Dépré W 2:1 (21:13, 24:26, 15:12)               | 1. Q         | Menegatti / Giombini W 2:0 (21:10, 21:16) | Bawden / Clancy W 2:0 (21:14, 21:16)         | Bednarczuk / Seixas P 0:2 (20:20, 18:21) | França / Antunes W 2:1 (17:21, 21:17, 15:9) | 3.      | [ 133 ] |

### Piłka wodna

#### Turniej mężczyzn
- Reprezentacja mężczyzn

Trener:  Dejan Udovičić
| - Merrill Moses - Thomas Dunstan - Ben Hallock - Alex Obert - Alex Roelse - Luca Cupido - Josh Samuels (K) |  | - Tony Azevedo - Alex Bowen - Bret Bonanni - Jesse Smith - John Mann - McQuin Baron |

Źródło:
Grupa B
| Lp. | Drużyna           | M | Mecze | Mecze | Mecze | Bramki | Bramki | Bramki | Pkt |
| Lp. | Drużyna           | M | W     | R     | P     | +      | −      | +/−    | Pkt |
| --- | ----------------- | - | ----- | ----- | ----- | ------ | ------ | ------ | --- |
| 1.  | Hiszpania         | 5 | 3     | 1     | 1     | 46     | 35     | +11    | 7   |
| 2.  | Chorwacja         | 5 | 3     | 0     | 2     | 37     | 37     | 0      | 6   |
| 3.  | Włochy            | 5 | 3     | 0     | 2     | 40     | 41     | −1     | 6   |
| 4.  | Czarnogóra        | 5 | 2     | 1     | 2     | 36     | 32     | +4     | 5   |
| 5.  | Stany Zjednoczone | 5 | 2     | 0     | 3     | 35     | 35     | 0      | 4   |
| 6.  | Francja           | 5 | 1     | 0     | 4     | 28     | 42     | −14    | 2   |

| 6 sierpnia 201610:20 | Stany Zjednoczone | 5:7(2:2, 1:1, 1:2, 1:2) | Chorwacja                    | Centro Aquático Maria Lenk, Rio de Janeiro Sędzia: Boris Margeta Daniel Flahive |
| 6 sierpnia 201610:20 | Tony Azevedo 2    | 5:7(2:2, 1:1, 1:2, 1:2) | Maro Joković, Anđelo Šetka 2 | Centro Aquático Maria Lenk, Rio de Janeiro Sędzia: Boris Margeta Daniel Flahive |

| 8 sierpnia 201611:40 | Stany Zjednoczone | 9:10(2:4, 3:1, 2:3, 2:2) | Hiszpania           | Centro Aquático Maria Lenk, Rio de Janeiro Sędzia: Adrian Alexandrescu Péter Molnár |
| 8 sierpnia 201611:40 | Bret Bonanni 4    | 9:10(2:4, 3:1, 2:3, 2:2) | Gonzalo Echenqiue 3 | Centro Aquático Maria Lenk, Rio de Janeiro Sędzia: Adrian Alexandrescu Péter Molnár |

| 10 sierpnia 201611:40 | Francja             | 3:6(1:1, 0:4, 0:0, 2:1) | Stany Zjednoczone | Centro Aquático Maria Lenk, Rio de Janeiro Sędzia: German Moller Adrian Alexandrescu |
| 10 sierpnia 201611:40 | trzech zawodników 1 | 3:6(1:1, 0:4, 0:0, 2:1) | Josh Samuels 3    | Centro Aquático Maria Lenk, Rio de Janeiro Sędzia: German Moller Adrian Alexandrescu |

| 12 sierpnia 201611:40 | Stany Zjednoczone | 5:8(1:2, 0:0, 2:2, 2:4) | Czarnogóra       | Centro Aquático Maria Lenk, Rio de Janeiro Sędzia: Radosław Koryzna Georgios Stavridis |
| 12 sierpnia 201611:40 | Josh Samuels 2    | 5:8(1:2, 0:0, 2:2, 2:4) | Darko Brguljan 2 | Centro Aquático Maria Lenk, Rio de Janeiro Sędzia: Radosław Koryzna Georgios Stavridis |

| 14 sierpnia 201615:30 | Stany Zjednoczone   | 10:7(2:4, 3:2, 3:1, 2:0) | Włochy                                 | Centro Aquático Maria Lenk, Rio de Janeiro Sędzia: Boris Margeta Vojin Putniković |
| 14 sierpnia 201615:30 | trzech zawodników 2 | 10:7(2:4, 3:2, 3:1, 2:0) | Francesco Di Fulvio, Pietro Figlioli 2 | Centro Aquático Maria Lenk, Rio de Janeiro Sędzia: Boris Margeta Vojin Putniković |

#### Turniej kobiet
- Reprezentacja kobiet

Trener: Adam Krikorian
| - Samantha Hill - Madeline Musselmann - Melissa Seidemann - Rachel Fattal - Caroline Clark - Maggie Steffens (K) - Courtney Mathewson |  | - Kiley Neushul - Aria Fischer - Kaleigh Gilchrist - Makenzie Fischer - Kami Craig - Ashleigh Johnson |

Źródło:
Grupa B
| Lp. | Drużyna           | M | Mecze | Mecze | Mecze | Bramki | Bramki | Bramki | Pkt |
| Lp. | Drużyna           | M | W     | R     | P     | +      | −      | +/−    | Pkt |
| --- | ----------------- | - | ----- | ----- | ----- | ------ | ------ | ------ | --- |
| 1.  | Stany Zjednoczone | 3 | 3     | 0     | 0     | 34     | 14     | +20    | 6   |
| 2.  | Hiszpania         | 3 | 2     | 0     | 1     | 27     | 29     | −2     | 4   |
| 3.  | Węgry             | 3 | 1     | 0     | 2     | 29     | 33     | −4     | 2   |
| 4.  | Chiny             | 3 | 0     | 0     | 3     | 23     | 37     | −14    | 0   |

| 9 sierpnia 201611:40 | Hiszpania     | 4:11(1:4, 1:3, 2:2, 0:2) | Stany Zjednoczone  | Centro Aquático Maria Lenk, Rio de Janeiro Sędzia: Daniel Flahive Filippo Gomez |
| 9 sierpnia 201611:40 | Maica Godoy 2 | 4:11(1:4, 1:3, 2:2, 0:2) | trzy zawodniczki 2 | Centro Aquático Maria Lenk, Rio de Janeiro Sędzia: Daniel Flahive Filippo Gomez |

| 11 sierpnia 201611:40 | Chiny                | 4:12(1:4, 0:3, 2:3, 1:2) | Stany Zjednoczone                     | Centro Aquático Maria Lenk, Rio de Janeiro Sędzia: Radosław Koryzna Filippo Gomez |
| 11 sierpnia 201611:40 | cztery zawodniczki 1 | 4:12(1:4, 0:3, 2:3, 1:2) | Madeline Musselman, Maggie Steffens 4 | Centro Aquático Maria Lenk, Rio de Janeiro Sędzia: Radosław Koryzna Filippo Gomez |

| 13 sierpnia 201613:00 | Węgry             | 6:11(2:2, 1:5, 1:1, 2:3) | Stany Zjednoczone | Centro Aquático Maria Lenk, Rio de Janeiro Sędzia: Marie-Claude Deslières Diana Dutilh-Dumas |
| 13 sierpnia 201613:00 | Gabriella Szűcs 2 | 6:11(2:2, 1:5, 1:1, 2:3) | Maggie Steffens 4 | Centro Aquático Maria Lenk, Rio de Janeiro Sędzia: Marie-Claude Deslières Diana Dutilh-Dumas |

Ćwierćfinał
| 12 sierpnia 201611:40 | Brazylia           | 3:13(1:5, 0:3, 0:5, 3:0) | Stany Zjednoczone    | Centro Aquático Maria Lenk, Rio de Janeiro Sędzia: Diana Dutilh-Dumas Tadao Tahara |
| 12 sierpnia 201611:40 | trzy zawodniczki 1 | 3:13(1:5, 0:3, 0:5, 3:0) | cztery zawodniczki 2 | Centro Aquático Maria Lenk, Rio de Janeiro Sędzia: Diana Dutilh-Dumas Tadao Tahara |

Półfinał
| 14 sierpnia 201615:30 | Węgry             | 10:14(2:3, 3:5, 3:4, 2:2) | Stany Zjednoczone | Centro Aquático Maria Lenk, Rio de Janeiro Sędzia: Daniel Flahive Georgios Stavridis |
| 14 sierpnia 201615:30 | Rita Keszthelyi 4 | 10:14(2:3, 3:5, 3:4, 2:2) | Maggie Steffens 4 | Centro Aquático Maria Lenk, Rio de Janeiro Sędzia: Daniel Flahive Georgios Stavridis |

Finał
| 14 sierpnia 201615:30 | Stany Zjednoczone | 12:5(4:1, 1:2, 4:1, 3:1) | Włochy              | Centro Aquático Maria Lenk, Rio de Janeiro Sędzia: Adrian Alexandrescu Francesc Buch |
| 14 sierpnia 201615:30 | Kiley Neushul 3   | 12:5(4:1, 1:2, 4:1, 3:1) | Federica Radicchi 2 | Centro Aquático Maria Lenk, Rio de Janeiro Sędzia: Adrian Alexandrescu Francesc Buch |

### Pływanie
Mężczyźni
| Zawodnik | Konkurencja                        | Eliminacje | Eliminacje | Półfinał | Półfinał | Finał    | Finał   | Źródło  |
| Zawodnik | Konkurencja                        | Czas       | Miejsce    | Czas     | Miejsce  | Czas     | Miejsce | Źródło  |
| --- | ---------------------------------- | ---------- | ---------- | -------- | -------- | -------- | ------- | ------- |
| Anthony Ervin | 50 m stylem dowolnym               | 21,63      | 3. Q       | 21,46    | 2. Q     | 21,40    | 1.      | [ 136 ] |
| Nathan Adrian | 50 m stylem dowolnym               | 21,61      | 2. Q       | 21,47    | 4. Q     | 21,49    | 3.      | [ 136 ] |
| Nathan Adrian | 100 m stylem dowolnym              | 48,58      | 16. Q      | 47,83    | 1. Q     | 47,85    | 3.      | [ 137 ] |
| Caeleb Dressel | 100 m stylem dowolnym              | 47,91      | 2. Q       | 47,97    | 5. Q     | 48,02    | 5.      | [ 137 ] |
| Townley Haas | 200 m stylem dowolnym              | 1:46,13    | 5. Q       | 1:45,92  | 6. Q     | 1:45,58  | 5.      | [ 138 ] |
| Conor Dwyer | 200 m stylem dowolnym              | 1:45,95    | 4. Q       | 1:45,55  | 3. Q     | 1:45,23  | 3.      | [ 138 ] |
| Conor Dwyer | 400 m stylem dowolnym              | 3:43,42    | 1. Q       | —        | —        | 3:44,01  | 4.      | [ 139 ] |
| Connor Jaeger | 400 m stylem dowolnym              | 3:45,37    | 7. Q       | —        | —        | 3:44,16  | 5.      | [ 139 ] |
| Connor Jaeger | 1500 m stylem dowolnym             | 14:45,74   | 2. Q       | —        | —        | 14,39,48 | 2.      | [ 140 ] |
| Jordan Wilimovsky | 1500 m stylem dowolnym             | 14:48,23   | 3. Q       | —        | —        | 14:45,03 | 4.      | [ 140 ] |
| David Plummer | 100 m stylem grzbietowym           | 53,19      | 5. Q       | 52,50    | 2. Q     | 52,40    | 3.      | [ 141 ] |
| Ryan Murphy | 100 m stylem grzbietowym           | 53,04      | 6. Q       | 52,49    | 1. Q     | 51,97    | 1.      | [ 141 ] |
| Ryan Murphy | 200 m stylem grzbietowym           | 1:56,29    | 4. Q       | 1:55,15  | 4. Q     | 1:53,62  | 1.      | [ 142 ] |
| Jacob Pebley | 200 m stylem grzbietowym           | 1:56,44    | 5. Q       | 1:54,92  | 3. Q     | 1:55,52  | 5.      | [ 142 ] |
| Cody Miller | 100 m stylem klasycznym            | 59,17      | 5. Q       | 59,05    | 2. Q     | 58,84    | 3.      | [ 143 ] |
| Kevin Cordes | 100 m stylem klasycznym            | 59,13      | 4. Q       | 59,33    | 5. Q     | 59,22    | 4.      | [ 143 ] |
| Kevin Cordes | 200 m stylem klasycznym            | 2:09,30    | 7. Q       | 2:07,99  | 5. Q     | 2:08,34  | 8.      | [ 144 ] |
| Josh Prenot | 200 m stylem klasycznym            | 2:09,91    | 10. Q      | 2:07,78  | 3. Q     | 2:07,53  | 2.      | [ 144 ] |
| Tom Shields | 100 m stylem motylkowym            | 51,58      | 3. Q       | 51,61    | 6. Q     | 51,73    | 7.      | [ 145 ] |
| Michael Phelps | 100 m stylem motylkowym            | 51,60      | 4. Q       | 51,58    | 5. Q     | 51,15    | 2.      | [ 145 ] |
| Michael Phelps | 200 m stylem motylkowym            | 1:55,73    | 4. Q       | 1:54,12  | 5. Q     | 1:53,36  | 1.      | [ 146 ] |
| Tom Shields | 200 m stylem motylkowym            | 1:56,93    | 20.        | NQ       | NQ       | NQ       | NQ      | [ 146 ] |
| Ryan Lochte | 200 m stylem zmiennym              | 1:57,38    | 1. Q       | 1:56,28  | 2. Q     | 1:57,47  | 5.      | [ 147 ] |
| Michael Phelps | 200 m stylem zmiennym              | 1:58,41    | 3. Q       | 1:55,78  | 1. Q     | 1:54,66  | 1.      | [ 147 ] |
| Chase Kalisz | 400 m stylem zmiennym              | 4:08,12    | 1. Q       | —        | —        | 4:06,75  | 2.      | [ 148 ] |
| Jay Litherland | 400 m stylem zmiennym              | 4:11,10    | 4. Q       | —        | —        | 4:11,68  | 5.      | [ 148 ] |
| Nathan Adrian Caeleb Dressel Anthony Ervin (el.) James Feigen (el.) Ryan Held Michael Phelps Blake Pieroni                         | sztafeta 4 × 100 m stylem dowolnym | 3:12,38    | 2. Q       | —        | —        | 3:09,92  | 1.      | [ 149 ] |
| Gunnar Bentz (el.) Jack Conger (el.) Conor Dwyer Townley Haas Ryan Lochte Michael Phelps Clark Smith                               | sztafeta 4 × 200 m stylem dowolnym | 7:06,74    | 2. Q       | —        | —        | 7:00,66  | 1.      | [ 150 ] |
| Nathan Adrian Kevin Cordes (el.) Caeleb Dressel (el.) Cody Miller Ryan Murphy Michael Phelps David Plummer (el.) Tom Shields (el.) | sztafeta 4 × 100 m stylem zmiennym | 3:31,83    | 2. Q       | —        | —        | 3:17,95  | 1.      | [ 151 ] |
| Sean Ryan | 10 km na otwartym akwenie          | —          | —          | —        | —        | 1:53:15  | 14.     | [ 152 ] |
| Jordan Wilimovsky | 10 km na otwartym akwenie          | —          | —          | —        | —        | 1:53:03  | 5.      | [ 152 ] |

Kobiety
| Zawodniczka | Konkurencja                        | Eliminacje | Eliminacje | Półfinał | Półfinał | Finał   | Finał   | Źródło  |
| Zawodniczka | Konkurencja                        | Czas       | Miejsce    | Czas     | Miejsce  | Czas    | Miejsce | Źródło  |
| --- | ---------------------------------- | ---------- | ---------- | -------- | -------- | ------- | ------- | ------- |
| Simone Manuel | 50 m stylem dowolnym               | 24,71      | 11. Q      | 24,44    | 6. Q     | 24,09   | 2.      | [ 153 ] |
| Abbey Weitzeil | 50 m stylem dowolnym               | 24,48      | 5. Q       | 24,67    | 12.      | NQ      | NQ      | [ 153 ] |
| Abbey Weitzeil | 100 m stylem dowolnym              | 53,54      | 7. Q       | 53,53    | 8. Q     | 53,30   | 7.      | [ 154 ] |
| Simone Manuel | 100 m stylem dowolnym              | 53,32      | 2. Q       | 53,11    | 3. Q     | 52,70   | 1.      | [ 154 ] |
| Melissa Franklin | 200 m stylem dowolnym              | 1:57,12    | 12. Q      | 1:57,56  | 13.      | NQ      | NQ      | [ 155 ] |
| Katie Ledecky | 200 m stylem dowolnym              | 1:55,01    | 1. Q       | 1:54,81  | 2. Q     | 1:53,73 | 1.      | [ 155 ] |
| Katie Ledecky | 400 m stylem dowolnym              | 3:58,71    | 1. Q       | —        | —        | 3:56,46 | 1.      | [ 156 ] |
| Leah Smith | 400 m stylem dowolnym              | 4:03,39    | 3. Q       | —        | —        | 4:01,92 | 3.      | [ 156 ] |
| Leah Smith | 800 m stylem dowolnym              | 8:21,43    | 4. Q       | —        | —        | 8:20,95 | 6.      | [ 157 ] |
| Katie Ledecky | 800 m stylem dowolnym              | 8:12,86    | 1. Q       | —        | —        | 8:04,79 |         | [ 157 ] |
| Kathleen Baker | 100 m stylem grzbietowym           | 58,84      | 1. Q       | 58,84    | 1. Q     | 58,75   | 2.      | [ 158 ] |
| Olivia Smoliga | 100 m stylem grzbietowym           | 59,60      | 6. Q       | 59,35    | 8. Q     | 58,95   | 6.      | [ 158 ] |
| Madeline DiRado | 200 m stylem grzbietowym           | 2:08,60    | 3. Q       | 2:07,53  | 3. Q     | 2:05,99 | 1.      | [ 159 ] |
| Melissa Franklin | 200 m stylem grzbietowym           | 2:09,36    | 11. Q      | 2:09,74  | 14.      | NQ      | NQ      | [ 159 ] |
| Katie Meili | 100 m stylem klasycznym            | 1:06,00    | 3. Q       | 1:06,52  | 6. Q     | 1:05,69 | 3.      | [ 160 ] |
| Lilly King | 100 m stylem klasycznym            | 1:05,78    | 1. Q       | 1:05,70  | 1. Q     | 1:04,93 | 1.      | [ 160 ] |
| Lilly King | 200 m stylem klasycznym            | 2:25,89    | 15. Q      | 2:24,59  | 12.      | NQ      | NQ      | [ 161 ] |
| Molly Hannis | 200 m stylem klasycznym            | 2:24,74    | 12. Q      | 2:26,80  | 16.      | NQ      | NQ      | [ 161 ] |
| Dana Vollmer | 100 m stylem motylkowym            | 56,56      | 2. Q       | 57,06    | 4. Q     | 56,63   | 3.      | [ 162 ] |
| Kelsi Worrell | 100 m stylem motylkowym            | 56,97      | 4. Q       | 57,54    | 9.       | NQ      | NQ      | [ 162 ] |
| Cammile Adams | 200 m stylem motylkowym            | 2:06,67    | 2. Q       | 2:07,22  | 8. Q     | 2:05,90 | 4.      | [ 163 ] |
| Hali Flickinger | 200 m stylem motylkowym            | 2:06,67    | 2. Q       | 2:07,02  | 6. Q     | 2:07,71 | 7.      | [ 163 ] |
| Melanie Margalis | 200 m stylem zmiennym              | 2:09,62    | 3. Q       | 2:10,10  | 5. Q     | 2:09,21 | 4.      | [ 164 ] |
| Madeline DiRado | 200 m stylem zmiennym              | 2:10,24    | 4. Q       | 2:08,91  | 3. Q     | 2:08,79 | 3.      | [ 164 ] |
| Madeline DiRado | 400 m stylem zmiennym              | 4:33,50    | 3. Q       | —        | —        | 4:31,15 | 2.      | [ 165 ] |
| Elizabeth Beisel | 400 m stylem zmiennym              | 4:34,38    | 6. Q       | —        | —        | 4:34,98 | 6.      | [ 165 ] |
| Katie Ledecky Simone Manuel Lia Neal (el.) Allison Schmitt (el.) Dana Vollmer Amanda Weir (el.) Abbey Weitzeil                 | sztafeta 4 × 100 m stylem dowolnym | 3:33,59    | 2. Q       | —        | —        | 3:31,89 | 2.      | [ 166 ] |
| Madeline DiRado Melissa Franklin (el.) Katie Ledecky Melanie Margalis (el.) Cierra Runge (el.) Allison Schmitt Leah Smith      | sztafeta 4 × 200 m stylem dowolnym | 7:47,77    | 1. Q       | —        | —        | 7:43,03 | 1.      | [ 167 ] |
| Kathleen Baker Lilly King Simone Manuel Katie Meili (el.) Olivia Smoliga (el.) Dana Vollmer Abbey Weitzeil (el.) Kelsi Worrell | sztafeta 4 × 100 m stylem zmiennym | 3:54,67    | 1. Q       | —        | —        | 3:53,13 | 1.      | [ 168 ] |
| Haley Anderson | 10 km na otwartym akwenie          | —          | —          | —        | —        | 1:57,20 | 5.      | [ 169 ] |

### Pływanie synchroniczne
| Zawodniczki                   | Konkurencja | Eliminacje       | Eliminacje       | Eliminacje    | Eliminacje    | Eliminacje | Eliminacje | Finał   | Finał    | Finał   | Źródło  |
| Zawodniczki                   | Konkurencja | Runda techniczna | Runda techniczna | Runda dowolna | Runda dowolna | Razem      | Razem      | Finał   | Finał    | Finał   | Źródło  |
| Zawodniczki                   | Konkurencja | Punkty           | Miejsce          | Punkty        | Miejsce       | Punkty     | Miejsce    | Punkty  | Razem    | Miejsce | Źródło  |
| ----------------------------- | ----------- | ---------------- | ---------------- | ------------- | ------------- | ---------- | ---------- | ------- | -------- | ------- | ------- |
| Anita Alvarez Mariya Koroleva | duety       | 86,4612          | 8.               | 86,4333       | 9.            | 172,8945   | 9. Q       | 87,5333 | 173,9945 | 9.      | [ 170 ] |

### Podnoszenie ciężarów
Mężczyźni
| Zawodnik        | Konkurencja | Rwanie | Rwanie  | Podrzut | Podrzut | Razem  | Pozycja | Źródło  |
| Zawodnik        | Konkurencja | Wynik  | Pozycja | Wynik   | Pozycja | Razem  | Pozycja | Źródło  |
| --------------- | ----------- | ------ | ------- | ------- | ------- | ------ | ------- | ------- |
| Kendrick Farris | – 94 kg     | 160 kg | 11.     | 197 kg  | 11.     | 357 kg | 11.     | [ 171 ] |

Kobiety
| Zawodniczka  | Konkurencja | Rwanie | Rwanie  | Podrzut | Podrzut | Razem  | Pozycja | Źródło  |
| Zawodniczka  | Konkurencja | Wynik  | Pozycja | Wynik   | Pozycja | Razem  | Pozycja | Źródło  |
| ------------ | ----------- | ------ | ------- | ------- | ------- | ------ | ------- | ------- |
| Morghan King | – 48 kg     | 83 kg  | 5.      | 100 kg  | 6.      | 183 kg | 6.      | [ 171 ] |
| Jenny Arthur | – 75 kg     | 107 kg | =6.     | 135 kg  | =5.     | 242 kg | 6.      | [ 171 ] |
| Sarah Robles | + 75 kg     | 126 kg | 3.      | 160 kg  | 4.      | 286 kg | 3.      | [ 171 ] |

### Rugby 7

#### Turniej mężczyzn
- Reprezentacja mężczyzn

Trener: Mike Friday
| - Carlin Isles - Ben Pinkelman - Danny Barrett - Garrett Bender - Zack Test - Andrew Durutalo |  | - Folau Niua - Maka Unufe - Chris Wyles - Madison Hughes (k) - Perry Baker - Nate Ebner |

Źródło:
Grupa A
| Zespół            | M | Z | R | P | PZ | PS | P +/− | Pkt |
| ----------------- | - | - | - | - | -- | -- | ----- | --- |
| Fidżi             | 3 | 3 | 0 | 0 | 85 | 45 | +40   | 9   |
| Argentyna         | 3 | 2 | 0 | 1 | 62 | 35 | +27   | 7   |
| Stany Zjednoczone | 3 | 1 | 0 | 2 | 59 | 41 | +18   | 5   |
| Brazylia          | 3 | 0 | 0 | 3 | 12 | 97 | -85   | 3   |

| 9 sierpnia 201613:00 | Stany Zjednoczone | 14:17 | Argentyna | Deodoro Stadium, Rio de Janeiro |
| 9 sierpnia 201613:00 |                   | 14:17 |           | Deodoro Stadium, Rio de Janeiro |

| 9 sierpnia 201618:00 | Stany Zjednoczone | 26:0 | Brazylia | Deodoro Stadium, Rio de Janeiro |
| 9 sierpnia 201618:00 |                   | 26:0 |          | Deodoro Stadium, Rio de Janeiro |

| 10 sierpnia 201613:30 | Fidżi | 24:19 | Stany Zjednoczone | Deodoro Stadium, Rio de Janeiro |
| 10 sierpnia 201613:30 |       | 24:19 |                   | Deodoro Stadium, Rio de Janeiro |

Mecze o miejsca 9.-12.
| 10 sierpnia 201616:00 | Stany Zjednoczone | 24:12 | Brazylia | Deodoro Stadium, Rio de Janeiro |
| 10 sierpnia 201616:00 |                   | 24:12 |          | Deodoro Stadium, Rio de Janeiro |

| 11 sierpnia 201613:00 | Stany Zjednoczone | 24:12 | Hiszpania | Deodoro Stadium, Rio de Janeiro |
| 11 sierpnia 201613:00 |                   | 24:12 |           | Deodoro Stadium, Rio de Janeiro |

#### Turniej kobiet
- Reprezentacja kobiet

Trener: Richie Walker
| - Alev Kelter - Bui Baravilala - Lauren Doyle - Victoria Folayan - Richelle Stephens - Ryan Carlyle - Jessica Javelet |  | - Jillion Potter - Kelly Griffin (k) - Kathryn Johnson - Carmen Farmer - Joanne Fa'avesi |

Źródło:
Grupa A
| Zespół            | M | Z | R | P | PZ  | PS  | P +/− | Pkt |
| ----------------- | - | - | - | - | --- | --- | ----- | --- |
| Australia         | 3 | 2 | 1 | 0 | 101 | 12  | +89   | 8   |
| Fidżi             | 3 | 2 | 0 | 1 | 48  | 43  | +5    | 7   |
| Stany Zjednoczone | 3 | 1 | 1 | 1 | 67  | 24  | +43   | 6   |
| Kolumbia          | 3 | 0 | 0 | 3 | 0   | 137 | -137  |     |

| 6 sierpnia 201613:00 | Stany Zjednoczone | 7:12 | Fidżi | Deodoro Stadium, Rio de Janeiro |
| 6 sierpnia 201613:00 |                   | 7:12 |       | Deodoro Stadium, Rio de Janeiro |

| 6 sierpnia 201618:00 | Stany Zjednoczone | 48:0 | Kolumbia | Deodoro Stadium, Rio de Janeiro |
| 6 sierpnia 201618:00 |                   | 48:0 |          | Deodoro Stadium, Rio de Janeiro |

| 7 sierpnia 201613:30 | Australia | 12:12 | Stany Zjednoczone | Deodoro Stadium, Rio de Janeiro |
| 7 sierpnia 201613:30 |           | 12:12 |                   | Deodoro Stadium, Rio de Janeiro |

Ćwierćfinał
| 7 sierpnia 201617:30 | Nowa Zelandia | 5:0 | Stany Zjednoczone | Deodoro Stadium, Rio de Janeiro |
| 7 sierpnia 201617:30 |               | 5:0 |                   | Deodoro Stadium, Rio de Janeiro |

Mecze o miejsca 5-8
| 8 sierpnia 201614:00 | Fidżi | 7:12 | Stany Zjednoczone | Deodoro Stadium, Rio de Janeiro |
| 8 sierpnia 201614:00 |       | 7:12 |                   | Deodoro Stadium, Rio de Janeiro |

| 8 sierpnia 201618:00 | Francja | 5:19 | Stany Zjednoczone | Deodoro Stadium, Rio de Janeiro |
| 8 sierpnia 201618:00 |         | 5:19 |                   | Deodoro Stadium, Rio de Janeiro |

### Skoki do wody
Mężczyźni
| Zawodnik                    | Konkurencja                   | Eliminacje | Eliminacje | Półfinał | Półfinał | Finał  | Finał   | Źródło  |
| Zawodnik                    | Konkurencja                   | Punkty     | Miejsce    | Punkty   | Miejsce  | Punkty | Miejsce | Źródło  |
| --------------------------- | ----------------------------- | ---------- | ---------- | -------- | -------- | ------ | ------- | ------- |
| Michael Hixon               | trampolina 3 m indywidualnie  | 421,60     | 10. Q      | 467,25   | 4. Q     | 431,65 | 10.     | [ 196 ] |
| Kristian Ipsen              | trampolina 3 m indywidualnie  | 461,35     | 3. Q       | 437,70   | 7. Q     | 475,80 | 5.      | [ 196 ] |
| Michael Hixon Sam Dorman    | trampolina 3 m synchronicznie | —          | —          | —        | —        | 450,21 | 2.      | [ 197 ] |
| David Boudia                | wieża 10 m indywidualnie      | 496,95     | 4. Q       | 458,35   | 10. Q    | 525,25 | 3.      | [ 198 ] |
| Steele Johnson              | wieża 10 m indywidualnie      | 403,75     | 18. Q      | 447,85   | 13.      | NQ     | NQ      | [ 198 ] |
| David Boudia Steele Johnson | wieża 10 m synchronicznie     | —          | —          | —        | —        | 457,11 | 2.      | [ 199 ] |

Kobiety
| Zawodniczka                | Konkurencja                  | Eliminacje | Eliminacje | Półfinał | Półfinał | Finał  | Finał   | Źródło  |
| Zawodniczka                | Konkurencja                  | Punkty     | Miejsce    | Punkty   | Miejsce  | Punkty | Miejsce | Źródło  |
| -------------------------- | ---------------------------- | ---------- | ---------- | -------- | -------- | ------ | ------- | ------- |
| Kassidy Cook               | trampolina 3 m indywidualnie | 327,75     | 8. Q       | 304,35   | 13,      | NQ     | NQ      | [ 200 ] |
| Abigail Johnston           | trampolina 3 m indywidualnie | 333,60     | 6. Q       | 324,75   | =5. Q    | 302,85 | 12.     | [ 200 ] |
| Jessica Parratto           | wieża 10 m indywidualnie     | 346,80     | 3. Q       | 367,00   | 2. Q     | 344,60 | 10.     | [ 201 ] |
| Katrina Young              | wieża 10 m indywidualnie     | 313,85     | 12. Q      | 301,45   | 13.      | NQ     | NQ      | [ 201 ] |
| Amy Cozad Jessica Parratto | wieża 10 m synchronicznie    | —          | —          | —        | —        | 301,02 | 7.      | [ 202 ] |

### Strzelectwo
Mężczyźni
| Zawodnik         | Konkurencja                               | Kwalifikacje | Kwalifikacje | Półfinał | Półfinał | Finał  | Finał   | Źródło  |
| Zawodnik         | Konkurencja                               | Punkty       | Miejsce      | Punkty   | Miejsce  | Punkty | Miejsce | Źródło  |
| ---------------- | ----------------------------------------- | ------------ | ------------ | -------- | -------- | ------ | ------- | ------- |
| Lucas Kozeniesky | karabin pneumatyczny, 10 m                | 622,3        | 21.          | —        | —        | NQ     | NQ      | [ 203 ] |
| Daniel Lowe      | karabin pneumatyczny, 10 m                | 620,0        | 34.          | —        | —        | NQ     | NQ      | [ 203 ] |
| David Higgins    | karabin małokalibrowy leżąc, 50 m         | 617,70       | 40.          | —        | —        | NQ     | NQ      | [ 204 ] |
| Michael McPhail  | karabin małokalibrowy leżąc, 50 m         | 622,0        | 19.          | —        | —        | NQ     | NQ      | [ 204 ] |
| Matthew Emmons   | karabin małokalibrowy, trzy postawy, 50 m | 1169         | 19.          | —        | —        | NQ     | NQ      | [ 205 ] |
| Daniel Lowe      | karabin małokalibrowy, trzy postawy, 50 m | 1168         | 28.          | —        | —        | NQ     | NQ      | [ 205 ] |
| Will Brown       | pistolet pneumatyczny, 10 m               | 577          | 12.          | —        | —        | NQ     | NQ      | [ 206 ] |
| Jay Shi          | pistolet pneumatyczny, 10 m               | 577          | 18.          | —        | —        | NQ     | NQ      | [ 206 ] |
| Emil Milev       | pistolet szybkostrzelny, 25 m             | 578          | 12.          | —        | —        | NQ     | NQ      | [ 207 ] |
| Keith Sanderson  | pistolet szybkostrzelny, 25 m             | 580          | 10.          | —        | —        | NQ     | NQ      | [ 207 ] |
| Will Brown       | pistolet dowolny, 50 m                    | 555          | 10.          | —        | —        | NQ     | NQ      | [ 208 ] |
| Jay Shi          | pistolet dowolny, 50 m                    | 553          | 14.          | —        | —        | NQ     | NQ      | [ 208 ] |
| Vincent Hancock  | skeet                                     | 119          | 15.          | NQ       | NQ       | NQ     | NQ      | [ 209 ] |
| Frank Thompson   | skeet                                     | 117          | 21.          | NQ       | NQ       | NQ     | NQ      | [ 209 ] |
| Walton Eller     | trap podwójny                             | 131          | 14.          | NQ       | NQ       | NQ     | NQ      | [ 210 ] |
| Joshua Richmond  | trap podwójny                             | 135 (+11)    | 7.           | NQ       | NQ       | NQ     | NQ      | [ 210 ] |

Kobiety
| Zawodniczka       | Konkurencja                               | Kwalifikacje | Kwalifikacje | Półfinał | Półfinał | Finał   | Finał   | Źródło  |
| Zawodniczka       | Konkurencja                               | Punkty       | Miejsce      | Punkty   | Miejsce  | Punkty  | Miejsce | Źródło  |
| ----------------- | ----------------------------------------- | ------------ | ------------ | -------- | -------- | ------- | ------- | ------- |
| Sarah Scherer     | karabin pneumatyczny, 10 m                | 416,8        | 5. Q         | —        | —        | 78,6    | 8.      | [ 211 ] |
| Virginia Thrasher | karabin pneumatyczny, 10 m                | 416,3        | 6. Q         | —        | —        | 208,0   | 1.      | [ 211 ] |
| Virginia Thrasher | karabin małokalibrowy, trzy postawy, 50 m | 581          | 11.          | —        | —        | NQ      | NQ      | [ 212 ] |
| Sarah Scherer     | karabin małokalibrowy, trzy postawy, 50 m | 570          | 33.          | —        | —        | NQ      | NQ      | [ 212 ] |
| Lydia Paterson    | pistolet pneumatyczny, 10 m               | 378          | 29.          | —        | —        | NQ      | NQ      | [ 213 ] |
| Enkelejda Shehu   | pistolet pneumatyczny, 10 m               | 372          | 40.          | —        | —        | NQ      | NQ      | [ 213 ] |
| Enkelejda Shehu   | pistolet sportowy, 25 m                   | 567          | 33.          | NQ       | NQ       | NQ      | NQ      | [ 214 ] |
| Morgan Craft      | skeet                                     | 69 (+2)      | 6. Q         | 14 (+3)  | 5.       | NQ      | NQ      | [ 215 ] |
| Kim Rhode         | skeet                                     | 72           | 2. Q         | 14 (+4)  | 4. q     | 15 (+7) | 3.      | [ 215 ] |
| Corey Cogdell     | trap                                      | 68           | 7. Q         | 13 (+0)  | 3. q     | 13 (+1) | 3.      | [ 216 ] |

### Szermierka
Mężczyźni
| Zawodnik                                                              | Konkurencja          | 1/32             | 1/16                 | 1/8                 | Ćwierćfinały     | Półfinały        | Finał/BM         | Finał/BM | Źródło  |
| Zawodnik                                                              | Konkurencja          | Przeciwnik Wynik | Przeciwnik Wynik     | Przeciwnik Wynik    | Przeciwnik Wynik | Przeciwnik Wynik | Przeciwnik Wynik | Pozycja  | Źródło  |
| --------------------------------------------------------------------- | -------------------- | ---------------- | -------------------- | ------------------- | ---------------- | ---------------- | ---------------- | -------- | ------- |
| Jason Pryor                                                           | szpada indywidualnie | BYE              | Steffen P 14-15      | NQ                  | NQ               | NQ               | NQ               | NQ       | [ 217 ] |
| Miles Chamley-Watson                                                  | floret indywidualnie | BYE              | Achmatchuzin P 13-15 | NQ                  | NQ               | NQ               | NQ               | NQ       | [ 218 ] |
| Alexander Massialas                                                   | floret indywidualnie | BYE              | Essam W 15-7         | Achmatchuzin W 15-9 | Avola W 15-14    | Kruse W 15-9     | Garozzo P 11-15  | 2.       | [ 218 ] |
| Gerek Meinhardt                                                       | floret indywidualnie | BYE              | van Haaster W 15-4   | Le Péchoux W 15-14  | Kruse P 13-15    | NQ               | NQ               | NQ       | [ 218 ] |
| Miles Chamley-Watson Alexander Massialas Race Imboden Gerek Meinhardt | floret drużynowo     | —                | —                    | —                   | Egipt W 45-37    | Rosja P 41-45    | Włochy W 45-31   | 3.       | [ 219 ] |
| Eli Dershwitz                                                         | szabla indywidualnie | —                | van Holsbeke P 12-15 | NQ                  | NQ               | NQ               | NQ               | NQ       | [ 220 ] |
| Daryl Homer                                                           | szabla indywidualnie | —                | Mokriecow W 15-11    | Hartung W 15-12     | Szabo W 15-12    | Abedini W 15-14  | Szilágyi P 8-15  | 2.       | [ 220 ] |

Kobiety
| Zawodniczka                                                    | Konkurencja          | 1/32                | 1/16                | 1/8                 | Ćwierćfinały        | Półfinały                       | Finał/BM                              | Finał/BM | Źródło  |
| Zawodniczka                                                    | Konkurencja          | Przeciwniczka Wynik | Przeciwniczka Wynik | Przeciwniczka Wynik | Przeciwniczka Wynik | Przeciwniczka Wynik             | Przeciwniczka Wynik                   | Pozycja  | Źródło  |
| -------------------------------------------------------------- | -------------------- | ------------------- | ------------------- | ------------------- | ------------------- | ------------------------------- | ------------------------------------- | -------- | ------- |
| Katharine Holmes                                               | szpada indywidualnie | BYE                 | Kirpu P 4-5         | NQ                  | NQ                  | NQ                              | NQ                                    | NQ       | [ 221 ] |
| Courtney Hurley                                                | szpada indywidualnie | BYE                 | Szemiakina P 14-15  | NQ                  | NQ                  | NQ                              | NQ                                    | NQ       | [ 221 ] |
| Kelley Hurley                                                  | szpada indywidualnie | BYE                 | Moellhausen P 12-15 | NQ                  | NQ                  | NQ                              | NQ                                    | NQ       | [ 221 ] |
| Katharine Holmes Courtney Hurley Kelley Hurley                 | szpada drużynowo     | —                   | —                   | BYE                 | Rumunia P 23-24     | O miejsca 5.-8. Francja W 32-28 | O 5. miejsce Korea Południowa W 22-18 | 5.       | [ 222 ] |
| Lee Kiefer                                                     | floret indywidualnie | BYE                 | Shaito W 15-3       | Liu P 9-15          | NQ                  | NQ                              | NQ                                    | NQ       | [ 223 ] |
| Nzingha Prescod                                                | floret indywidualnie | BYE                 | Michel W 15-9       | Guyart P 11-15      | NQ                  | NQ                              | NQ                                    | NQ       | [ 223 ] |
| Ibtihaj Muhammad                                               | szabla indywidualnie | BYE                 | Krawaćka W 15-13    | Berder P 12-15      | NQ                  | NQ                              | NQ                                    | NQ       | [ 224 ] |
| Dagmara Wozniak                                                | szabla indywidualnie | BYE                 | Vougiouka P 8-15    | NQ                  | NQ                  | NQ                              | NQ                                    | NQ       | [ 224 ] |
| Mariel Zagunis                                                 | szabla indywidualnie | BYE                 | Grench W 15-4       | Djaczenko P 12-15   | NQ                  | NQ                              | NQ                                    | NQ       | [ 224 ] |
| Dagmara Wozniak Ibtihaj Muhammad Mariel Zagunis Monica Aksamit | szpada drużynowo     | —                   | —                   | —                   | Polska W 45-43      | Rosja P 42-45                   | Włochy W 45-30                        | 3.       | [ 225 ] |

### Taekwondo
Mężczyźni
| Zawodnik        | Konkurencja | 1/16             | Ćwierćfinał      | Półfinał         | Repasaż          | Finał/BM            | Finał/BM | Źródło  |
| Zawodnik        | Konkurencja | Przeciwnik Wynik | Przeciwnik Wynik | Przeciwnik Wynik | Przeciwnik Wynik | Przeciwnik Wynik    | Pozycja  | Źródło  |
| --------------- | ----------- | ---------------- | ---------------- | ---------------- | ---------------- | ------------------- | -------- | ------- |
| Steven López    | - 80 kg     | Gaun W 7-4       | Muhammad P 2-9   | NQ               | Shkara P 0-0 SUP | Oueslati P 0-14 PTG | 5.       | [ 226 ] |
| Stephen Lambdin | + 80 kg     | Andrade P 7-9    | NQ               | NQ               | NQ               | NQ                  | NQ       | [ 227 ] |

Kobiety
| Zawodniczka     | Konkurencja | 1/16                | Ćwierćfinał         | Półfinał            | Repasaż             | Finał/BM            | Finał/BM | Źródło  |
| Zawodniczka     | Konkurencja | Przeciwniczka Wynik | Przeciwniczka Wynik | Przeciwniczka Wynik | Przeciwniczka Wynik | Przeciwniczka Wynik | Pozycja  | Źródło  |
| --------------- | ----------- | ------------------- | ------------------- | ------------------- | ------------------- | ------------------- | -------- | ------- |
| Paige McPherson | - 67 kg     | Əzizova P 5-6       | NQ                  | NQ                  | NQ                  | NQ                  | NQ       | [ 228 ] |
| Jackie Galloway | + 67 kg     | Weekes W 5-0        | Oogink W 1-1 SUP    | Espinoza P 0-0 SUP  | BYE                 | Épangue W 2-1       | 3.       | [ 229 ] |

### Tenis stołowy
Mężczyźni
| Zawodnik                          | Konkurencja       | Eliminacje       | Runda 1          | Runda 2          | Runda 3          | Runda 4          | Ćwierćfinały     | Półfinały        | Finał/BM         | Finał/BM | Źródło  |
| Zawodnik                          | Konkurencja       | Przeciwnik Wynik | Przeciwnik Wynik | Przeciwnik Wynik | Przeciwnik Wynik | Przeciwnik Wynik | Przeciwnik Wynik | Przeciwnik Wynik | Przeciwnik Wynik | Pozycja  | Źródło  |
| --------------------------------- | ----------------- | ---------------- | ---------------- | ---------------- | ---------------- | ---------------- | ---------------- | ---------------- | ---------------- | -------- | ------- |
| Feng Yijun                        | singel            | BYE              | He P 2-4         | NQ               | NQ               | NQ               | NQ               | NQ               | NQ               | NQ       | [ 230 ] |
| Kanak Jha                         | singel            | Alamian P 3-4    | NQ               | NQ               | NQ               | NQ               | NQ               | NQ               | NQ               | NQ       | [ 230 ] |
| Feng Yijun Kanak Jha Timothy Wang | turniej drużynowy | n\a              | n\a              | n\a              | n\a              | Szwecja P 0-3    | NQ               | NQ               | NQ               | NQ       | [ 231 ] |

Kobiety
| Zawodniczka                        | Konkurencja       | Eliminacje          | Runda 1             | Runda 2             | Runda 3             | Runda 4             | Ćwierćfinały        | Półfinały           | Finał/BM            | Finał/BM | Źródło  |
| Zawodniczka                        | Konkurencja       | Przeciwniczka Wynik | Przeciwniczka Wynik | Przeciwniczka Wynik | Przeciwniczka Wynik | Przeciwniczka Wynik | Przeciwniczka Wynik | Przeciwniczka Wynik | Przeciwniczka Wynik | Pozycja  | Źródło  |
| ---------------------------------- | ----------------- | ------------------- | ------------------- | ------------------- | ------------------- | ------------------- | ------------------- | ------------------- | ------------------- | -------- | ------- |
| Jennifer Wu                        | singel            | BYE                 | Ódorová W 4-1       | Ekholm P 2-4        | NQ                  | NQ                  | NQ                  | NQ                  | NQ                  | NQ       | [ 232 ] |
| Lily Zhang                         | singel            | BYE                 | Arvelo W 4-0        | Shao W 4-0          | Seo H-w P 0-4       | NQ                  | NQ                  | NQ                  | NQ                  | NQ       | [ 232 ] |
| Jennifer Wu Lily Zhang Zheng Jiaqi | turniej drużynowy | n\a                 | n\a                 | n\a                 | n\a                 | Niemcy P 0-3        | NQ                  | NQ                  | NQ                  | NQ       | [ 233 ] |

### Tenis ziemny
Mężczyźni
| Zawodnik                | Konkurencja    | 1/32                   | 1/16                                  | 1/8                             | Ćwierćfinał                     | Półfinał                | Finał/BM                   | Finał/BM | Źródło  |
| Zawodnik                | Konkurencja    | Przeciwnik Wynik       | Przeciwnik Wynik                      | Przeciwnik Wynik                | Przeciwnik Wynik                | Przeciwnik Wynik        | Przeciwnik Wynik           | Pozycja  | Źródło  |
| ----------------------- | -------------- | ---------------------- | ------------------------------------- | ------------------------------- | ------------------------------- | ----------------------- | -------------------------- | -------- | ------- |
| Brian Baker             | gra pojedyncza | Sugita P 7:5, 5:7, 4:6 | NQ                                    | NQ                              | NQ                              | NQ                      | NQ                         | NQ       | [ 234 ] |
| Steve Johnson           | gra pojedyncza | King W 6:3, 6:2        | Elias W 6:3, 6:4                      | Donskoj W 6:1, 6:1              | Murray P 0:6, 6:4, 6:7 (2-7)    | NQ                      | NQ                         | NQ       | [ 234 ] |
| Denis Kudla             | gra pojedyncza | Martin P 0:6, 3:6      | NQ                                    | NQ                              | NQ                              | NQ                      | NQ                         | NQ       | [ 234 ] |
| Jack Sock               | gra pojedyncza | Daniel P 4:6, 4:6      | NQ                                    | NQ                              | NQ                              | NQ                      | NQ                         | NQ       | [ 234 ] |
| Brian Baker Rajeev Ram  | gra podwójna   | —                      | Monfils Tsonga W 6:1, 6:4             | Marach Peya P 4:6, 7:6 7-2, 3:6 | NQ                              | NQ                      | NQ                         | NQ       | [ 235 ] |
| Steve Johnson Jack Sock | gra podwójna   | —                      | Peralta Podlipnik-Castillo W 6:2, 6:2 | Cabal Farah W 6:4, 7:67-1       | Bautista-Agut Ferrer W 6:4, 6:2 | Mergea Tecău P 3:6, 5:7 | Nestor Pospisil W 6:2, 6:4 | 3.       | [ 235 ] |

Kobiety
| Zawodniczka                           | Konkurencja    | 1/32                          | 1/16                                       | 1/8                            | Ćwierćfinał          | Półfinał            | Finał/BM                | Finał/BM | Źródło  |
| Zawodniczka                           | Konkurencja    | Przeciwniczka Wynik           | Przeciwniczka Wynik                        | Przeciwniczka Wynik            | Przeciwniczka Wynik  | Przeciwniczka Wynik | Przeciwniczka Wynik     | Pozycja  | Źródło  |
| ------------------------------------- | -------------- | ----------------------------- | ------------------------------------------ | ------------------------------ | -------------------- | ------------------- | ----------------------- | -------- | ------- |
| Madison Keys                          | gra pojedyncza | Kovinić W 6:3, 6:3            | Mladenovic W 7:5, 6:7(4-7), 7:6(7-5)       | Suárez Navarro W 6:3, 3:6, 6:3 | Kasatkina W 6:3, 6:1 | Kerber P 3:6, 5:7   | Kvitová P 5:7, 6:2, 2:6 | 4.       | [ 236 ] |
| Sloane Stephens                       | gra pojedyncza | Bouchard P 3:6, 3:6           | NQ                                         | NQ                             | NQ                   | NQ                  | NQ                      | NQ       | [ 236 ] |
| Serena Williams                       | gra pojedyncza | Gawriłowa W 6:4, 6:2          | Cornet W 7:6, 7:5(7-5), 6:2                | Switolina P 4:6, 3:6           | NQ                   | NQ                  | NQ                      | NQ       | [ 236 ] |
| Venus Williams                        | gra pojedyncza | Flipkens P 6:4, 3:6, 6:7(5-7) | NQ                                         | NQ                             | NQ                   | NQ                  | NQ                      | NQ       | [ 236 ] |
| Bethanie Mattek-Sands Coco Vandeweghe | gra podwójna   | —                             | Medina Garrigues Parra Santonja P 6:1, 6:1 | Bacsinszky Hingis P 4:6, 4:6   | NQ                   | NQ                  | NQ                      | NQ       | [ 237 ] |
| Serena Williams Venus Williams        | gra podwójna   | —                             | Šafářová Strýcová P 3:6, 4:6               | NQ                             | NQ                   | NQ                  | NQ                      | NQ       | [ 237 ] |

Mieszane
| Zawodnicy                       | Konkurencja | 1/8                                        | Ćwierćfinał              | Półfinał                          | Finał/BM                                  | Finał/BM | Źródło  |
| Zawodnicy                       | Konkurencja | Przeciwncy Wynik                           | Przeciwncy Wynik         | Przeciwncy Wynik                  | Przeciwncy Wynik                          | Pozycja  | Źródło  |
| ------------------------------- | ----------- | ------------------------------------------ | ------------------------ | --------------------------------- | ----------------------------------------- | -------- | ------- |
| Bethanie Mattek-Sands Jack Sock | mikst       | Konta Murray W 6:4, 6:3                    | Pereira Melo W 6:4, 6:4  | Hradecká Štěpánek W 6:4, 7:6(7-3) | Williams Ram W 6:7(3-7), 6:1, [10-7]      | 1.       | [ 238 ] |
| Venus Williams Rajeev Ram       | mikst       | Bertens Rojer W 6:7(4-7), 7:6(7-3), [10-8] | Vinci Fognini W 6:3, 7:5 | Mirza Bopanna W 6:2, 2:6, [10-3]  | Mattek-Sands Sock P 7:6(7-3), 1:6, [7-10] | 2.       | [ 238 ] |

### Triathlon
| Zawodnicy       | Konkurencja | Pływanie (1,5 km) | Zmiana 1 | Jazda na rowerze (40 km) | Zmiana 2   | Bieg (10 km) | Czas       | Pozycja    | Źródło  |
| --------------- | ----------- | ----------------- | -------- | ------------------------ | ---------- | ------------ | ---------- | ---------- | ------- |
| Greg Billington | Mężczyźni   | 18:15             | 0:49     | 59:33                    | 0:42       | 32:45        | 1:52:04    | 37.        | [ 239 ] |
| Ben Kanute      | Mężczyźni   | 17:29             | 0:46     | 59:33                    | 0:42       | 5:01         | 1:48:59    | 29.        | [ 239 ] |
| Joe Maloy       | Mężczyźni   | 18:03             | 0:50     | 55:03                    | 0:40       | 32:37        | 1:48:30    | 23.        | [ 239 ] |
| Gwen Jorgensen  | Kobiety     | 19:12             | 0:56     | 1:01,21                  | 0:38       | 34:09        | 1:56:16    | 1.         | [ 240 ] |
| Sarah True      | Kobiety     | 19:10             | 0:54     | Zdublowana               | Zdublowana | Zdublowana   | Zdublowana | Zdublowana | [ 240 ] |
| Katie Zaferes   | Kobiety     | 19:03             | 1:01     | 1:01,26                  | 0:41       | 38:44        | 2:00:55    | 18.        | [ 240 ] |

### Wioślarstwo
Mężczyźni
| Zawodnik | Konkurencja                       | Eliminacje | Eliminacje | Repasaże | Repasaże | Półfinał | Półfinał | Finał   | Finał   | Pozycja | Źródło  |
| Zawodnik | Konkurencja                       | Czas       | Miejsce    | Czas     | Miejsce  | Czas     | Miejsce  | Czas    | Miejsce | Pozycja | Źródło  |
| --- | --------------------------------- | ---------- | ---------- | -------- | -------- | -------- | -------- | ------- | ------- | ------- | ------- |
| Nareg Guregian Anders Weiss                                                                                        | dwójka bez sternika               | 6:49,97    | 4. R       | 6:36,30  | 3. SA/B  | 6:33,95  | 5. FB    | 7:10,60 | 5.      | 11.     | [ 241 ] |
| Andrew Campbell Joshua Konieczny                                                                                   | dwójka podwójna wagi lekkiej      | 6:26,56    | 2. SA/B    | BYE      | BYE      | 6:35,19  | 2. FA    | 6:35,07 | 5.      | 5.      | [ 242 ] |
| Charles Cole Henrik Rummel Matt Miller Seth Weil                                                                   | czwórka bez sternika              | 5:58,31    | 3. SA/B    | BYE      | BYE      | 6:19,08  | 4. FB    | 5:59,20 | 1.      | 7.      | [ 243 ] |
| Anthony Fahden Edward King Tyler Nase Robin Prendes                                                                | czwórka bez sternika wagi lekkiej | 6:05,61    | 2. SA/B    | BYE      | BYE      | 6:26,82  | 4. FB    | 6:36,96 | 4.      | 10.     | [ 244 ] |
| Mike DiSanto Sam Dommer Austin Hack Alex Karwoski Stephen Kasprzyk Rob Munn Glenn Ochal Hans Struzyna Sam Ojserkis | ósemka                            | 5:40,16    | 2. R       | 5:51,14  | 1. FA    | —        | —        | 5:43,23 | 4.      | 4.      | [ 245 ] |

Kobiety
| Zawodniczka | Konkurencja                  | Eliminacje | Eliminacje | Repasaże | Repasaże | Ćwierćfinał | Ćwierćfinał | Półfinał | Półfinał | Finał   | Finał   | Pozycja | Źródło  |
| Zawodniczka | Konkurencja                  | Czas       | Miejsce    | Czas     | Miejsce  | Czas        | Miejsce     | Czas     | Miejsce  | Czas    | Miejsce | Pozycja | Źródło  |
| --- | ---------------------------- | ---------- | ---------- | -------- | -------- | ----------- | ----------- | -------- | -------- | ------- | ------- | ------- | ------- |
| Genevra Stone | jedynka                      | 8:29,67    | 1. QF      | BYE      | BYE      | 7:27:04     | 1. A A/B    | 7:44,56  | 2. FA    | 7:22,92 | 2.      | 2.      | [ 246 ] |
| Grace Luczak Felice Mueller | dwójka bez sternika          | 7:05,14    | 1. S A/B   | BYE      | BYE      | —           | —           | 7:20,93  | 2. FA    | 7:24,77 | 4.      | 4.      | [ 246 ] |
| Meghan O’Leary Ellen Tomek | dwójka podwójna              | 7:46,92    | 3. R       | 7:00,60  | 2. S A/B | —           | —           | 6:52,92  | 3. FA    | 8:06,18 | 6.      | 6.      | [ 247 ] |
| Kathleen Bertko Devery Karz | dwójka podwójna wagi lekkiej | 7:07,37    | 3. R       | 7:58,90  | 1. S A/B | —           | —           | 7:22,78  | 5. FB    | 7:29,96 | 4.      | 10.     | [ 248 ] |
| Tracy Eisser Megan Kalmoe Grace Latz Adrienne Martelli                                                                          | czwórka podwójna             | 6:40,78    | 3. R       | 6:28,54  | 4. FA    | —           | —           | —        | —        | 6:57,67 | 5.      | 5.      | [ 249 ] |
| Amanda Elmore Tessa Gobbo Elle Logan Meghan Musnicki Amanda Polk Emily Regan Lauren Schmetterling Kerry Simmonds Katelin Snyder | ósemka                       | 6:06,34    | 2. R       | BYE      | BYE      | —           | —           | —        | —        | 6:01,49 | 1.      | 1.      | [ 250 ] |

### Zapasy
Mężczyźni
Styl wolny
| Zawodnik         | Konkurencja | Eliminacje       | 1/8              | Ćwierćfinał      | Półfinał         | Repasaż 1        | Repasaż 2          | Finał/BM           | Finał/BM | Źródło  |
| Zawodnik         | Konkurencja | Przeciwnik Wynik | Przeciwnik Wynik | Przeciwnik Wynik | Przeciwnik Wynik | Przeciwnik Wynik | Przeciwnik Wynik   | Przeciwnik Wynik   | Miejsce  | Źródło  |
| ---------------- | ----------- | ---------------- | ---------------- | ---------------- | ---------------- | ---------------- | ------------------ | ------------------ | -------- | ------- |
| Daniel Dennis    | - 57 kg     | BYE              | Dubow P 0-4      | NQ               | NQ               | NQ               | NQ                 | NQ                 | 19.      | [ 251 ] |
| Frank Molinaro   | - 65 kg     | BYE              | Gadżijew W 3-1   | Əsgərov P 0-4    | NQ               | BYE              | Kwiatkowski W 3-1  | Márquez P 1-3      | 5.       | [ 252 ] |
| Jordan Burroughs | - 74 kg     | BYE              | Midana W 3-1     | Giedujew P 1-3   | NQ               | BYE              | Abdurahmonov P 1-4 | NQ                 | 9.       | [ 253 ] |
| J’den Cox        | - 86 kg     | BYE              | Magomiedow W 3-1 | Karimi W 1-3     | Yaşar P 1-3      | BYE              | BYE                | Salas W 5-0        | 3.       | [ 254 ] |
| Kyle Snyder      | - 97 kg     | BYE              | Cortina W 3-1    | Saritow W 3-0    | Odikadze W 3-1   | BYE              | BYE                | Gaziumow W 3-1     | 1.       | [ 255 ] |
| Tervel Dlagnev   | - 125 kg    | BYE              | Magomiedow W 3-1 | Baran W 3-1      | Ghasemi P 0-4    | BYE              | BYE                | Petriaszwili P 0-4 | 5.       | [ 256 ] |

Styl klasyczny
| Zawodnik      | Konkurencja | Eliminacje       | 1/8              | Ćwierćfinał      | Półfinał         | Repasaż 1        | Repasaż 2        | Finał/BM         | Finał/BM | Źródło  |
| Zawodnik      | Konkurencja | Przeciwnik Wynik | Przeciwnik Wynik | Przeciwnik Wynik | Przeciwnik Wynik | Przeciwnik Wynik | Przeciwnik Wynik | Przeciwnik Wynik | Miejsce  | Źródło  |
| ------------- | ----------- | ---------------- | ---------------- | ---------------- | ---------------- | ---------------- | ---------------- | ---------------- | -------- | ------- |
| Jesse Thielke | - 59 kg     | BYE              | al-Masud W 4-0   | Bayramov P 0-4   | NQ               | NQ               | NQ               | NQ               | 9.       | [ 257 ] |
| Andrew Bisek  | - 75 kg     | BYE              | Hernández W 3-0  | Starčević P 0-3  | NQ               | NQ               | NQ               | NQ               | 12.      | [ 258 ] |
| Ben Provisor  | - 85 kg     | BYE              | Assakalov P 1-3  | NQ               | NQ               | NQ               | NQ               | NQ               | 12.      | [ 259 ] |
| Robert Smith  | - 130 kg    | BYE              | Szari’ati P 1-3  | NQ               | NQ               | NQ               | NQ               | NQ               | 12.      | [ 260 ] |

Kobiety
| Zawodniczka      | Konkurencja | Eliminacje          | 1/8                 | Ćwierćfinał         | Półfinał            | Repasaż 1           | Repasaż 2           | Finał/BM            | Finał/BM | Źródło  |
| Zawodniczka      | Konkurencja | Przeciwniczka Wynik | Przeciwniczka Wynik | Przeciwniczka Wynik | Przeciwniczka Wynik | Przeciwniczka Wynik | Przeciwniczka Wynik | Przeciwniczka Wynik | Miejsce  | Źródło  |
| ---------------- | ----------- | ------------------- | ------------------- | ------------------- | ------------------- | ------------------- | ------------------- | ------------------- | -------- | ------- |
| Haley Augello    | - 48 kg     | BYE                 | Blaszka W 3-0       | Tōsaka P 1-3        | NQ                  | BYE                 | Eszymowa P 1-3      | NQ                  | 9.       | [ 261 ] |
| Helen Maroulis   | - 53 kg     | Błahinia W 3-1      | Zhong W 4-0         | Jong W 3-1          | Mattsson W 5-0      | BYE                 | BYE                 | Yoshida W 3-1       | 1.       | [ 262 ] |
| Elena Pirozhkova | - 63 kg     | BYE                 | Mustafa W 3-1       | Batceceg W 3-1      | Mamaszuk P 1-3      | BYE                 | BYE                 | Łarionowa P 0-5     | 5.       | [ 263 ] |
| Adeline Gray     | - 75 kg     | BYE                 | Olaya W 5-0         | Marzaluk P 1-3      | NQ                  | NQ                  | NQ                  | NQ                  | 7.       | [ 264 ] |

### Żeglarstwo
Mężczyźni
| Zawodnik                         | Konkurencja | Wyścig | Wyścig | Wyścig | Wyścig | Wyścig | Wyścig | Wyścig | Wyścig | Wyścig | Wyścig | Wyścig | Wyścig | Wyścig | Punkty | Finałowa pozycja | Źródło  |
| Zawodnik                         | Konkurencja | 1      | 2      | 3      | 4      | 5      | 6      | 7      | 8      | 9      | 10     | 11     | 12     | M      | Punkty | Finałowa pozycja | Źródło  |
| -------------------------------- | ----------- | ------ | ------ | ------ | ------ | ------ | ------ | ------ | ------ | ------ | ------ | ------ | ------ | ------ | ------ | ---------------- | ------- |
| Pedro Pascual                    | RS:X        | 25     | 26     | 28     | 28     | DNF    | 18     | 22     | 26     | 28     | 23     | 20     | 32     | NQ     | 286    | 28.              | [ 265 ] |
| Charlie Buckingham               | Laser       | 20     | 10     | 7      | 22     | 8      | 26     | 15     | 10     | 10     | 6      | n\a    | n\a    | NQ     | 108    | 11.              | [ 266 ] |
| Caleb Paine                      | Finn        | 7      | 10     | 21     | 3      | 14     | 2      | 17     | 7      | 10     | 4      | n\a    | n\a    | 2      | 76     | 3.               | [ 267 ] |
| David Hughes Stuart McNay        | 470         | 10     | 7      | 8      | 13     | 4      | 6      | 6      | 1      | 11     | 14     | n\a    | n\a    | 4      | 71     | 4.               | [ 268 ] |
| Thomas Barrows III Joseph Morris | 49er        | 18     | 19     | 14     | 14     | DSQ    | 11     | 16     | 6      | 11     | 6      | 13     | 17     | NQ     | 155    | 19.              | [ 269 ] |

Kobiety
| Zawodniczka                   | Konkurencja  | Wyścig | Wyścig | Wyścig | Wyścig | Wyścig  | Wyścig | Wyścig | Wyścig | Wyścig | Wyścig | Wyścig | Wyścig | Wyścig | Punkty | Finałowa pozycja | Źródło  |
| Zawodniczka                   | Konkurencja  | 1      | 2      | 3      | 4      | 5       | 6      | 7      | 8      | 9      | 10     | 11     | 12     | M      | Punkty | Finałowa pozycja | Źródło  |
| ----------------------------- | ------------ | ------ | ------ | ------ | ------ | ------- | ------ | ------ | ------ | ------ | ------ | ------ | ------ | ------ | ------ | ---------------- | ------- |
| Marion Lepert                 | RS:X         | 10     | 3      | 10     | 13     | 12,9RDG | 23     | 6      | 23     | 15     | UFD    | 19     | 22     | NQ     | 156,9  | 16.              | [ 270 ] |
| Paige Railey                  | Laser Radial | 15     | 2      | 9      | 21     | 2       | 7      | 25     | 24     | 25     | 4      | n\a    | n\a    | DPI    | 131    | 10.              | [ 269 ] |
| Annie Haeger Briana Provancha | 470          | 7      | 3      | 10     | 2      | 5       | 5      | 2      | 8      | 8      | 9      | n\a    | n\a    | 20     | 69     | 7.               | [ 271 ] |
| Paris Henken Helena Scutt     | 49erFX       | 13     | 16     | 14     | 5      | 1       | 1      | 11     | 8      | 8      | 12     | 12     | 6      | 18     | 112    | 10.              | [ 272 ] |

Mieszane
| Zawodnicy                 | Konkurencja | Wyścig | Wyścig | Wyścig | Wyścig | Wyścig | Wyścig | Wyścig | Wyścig | Wyścig | Wyścig | Wyścig | Wyścig | Wyścig | Punkty | Finałowa pozycja | Źródło  |
| Zawodnicy                 | Konkurencja | 1      | 2      | 3      | 4      | 5      | 6      | 7      | 8      | 9      | 10     | 11     | 12     | M      | Punkty | Finałowa pozycja | Źródło  |
| ------------------------- | ----------- | ------ | ------ | ------ | ------ | ------ | ------ | ------ | ------ | ------ | ------ | ------ | ------ | ------ | ------ | ---------------- | ------- |
| Bora Gulari Louisa Chafee | Nacra 17    | 13     | 19     | RET    | 12     | 21     | 4      | 9      | 2      | 8      | 8      | 9      | 3      | 8      | 106    | 8.               | [ 273 ] |